# Déni des génocides autochtones
 (décembre 2023).
La mise en forme du texte ne suit pas les recommandations de Wikipédia : il faut le « wikifier ».
Les points d'amélioration suivants sont les cas les plus fréquents. Le détail des points à revoir est peut-être précisé sur la page de discussion.
- Les titres sont pré-formatés par le logiciel. Ils ne sont ni en capitales, ni en gras.
- Le texte ne doit pas être écrit en capitales (les noms de famille non plus), ni en gras, ni en italique, ni en « petit »…
- Le gras n'est utilisé que pour surligner le titre de l'article dans l'introduction, une seule fois.
- L'italique est rarement utilisé : mots en langue étrangère, titres d'œuvres, noms de bateaux, etc.
- Les citations ne sont pas en italique mais en corps de texte normal. Elles sont entourées par des guillemets français : « et ».
- Les listes à puces sont à éviter, des paragraphes rédigés étant largement préférés. Les tableaux sont à réserver à la présentation de données structurées (résultats, etc.).
- Les appels de note de bas de page (petits chiffres en exposant, introduits par l'outil «  Source ») sont à placer entre la fin de phrase et le point final[comme ça].
- Les liens internes (vers d'autres articles de Wikipédia) sont à choisir avec parcimonie. Créez des liens vers des articles approfondissant le sujet. Les termes génériques sans rapport avec le sujet sont à éviter, ainsi que les répétitions de liens vers un même terme.
- Les liens externes sont à placer uniquement dans une section « Liens externes », à la fin de l'article. Ces liens sont à choisir avec parcimonie suivant les règles définies. Si un lien sert de source à l'article, son insertion dans le texte est à faire par les notes de bas de page.
- La présentation des références doit suivre les conventions bibliographiques. Il est recommandé d'utiliser les modèles {{Ouvrage}}, {{Chapitre}}, {{Article}}, {{Lien web}} et/ou {{Bibliographie}}. Le mode d'édition visuel peut mettre en forme automatiquement les références.
- Insérer une infobox (cadre d'informations à droite) n'est pas obligatoire pour parachever la mise en page.

Pour une aide détaillée, merci de consulter Aide:Wikification.
Si vous pensez que ces points ont été résolus, vous pouvez retirer ce bandeau et améliorer la mise en forme d'un autre article.
 (décembre 2023).
Le contenu est difficilement compréhensible vu les erreurs de traduction, qui sont peut-être dues à l'utilisation d'un logiciel de traduction automatique.
 (décembre 2023).

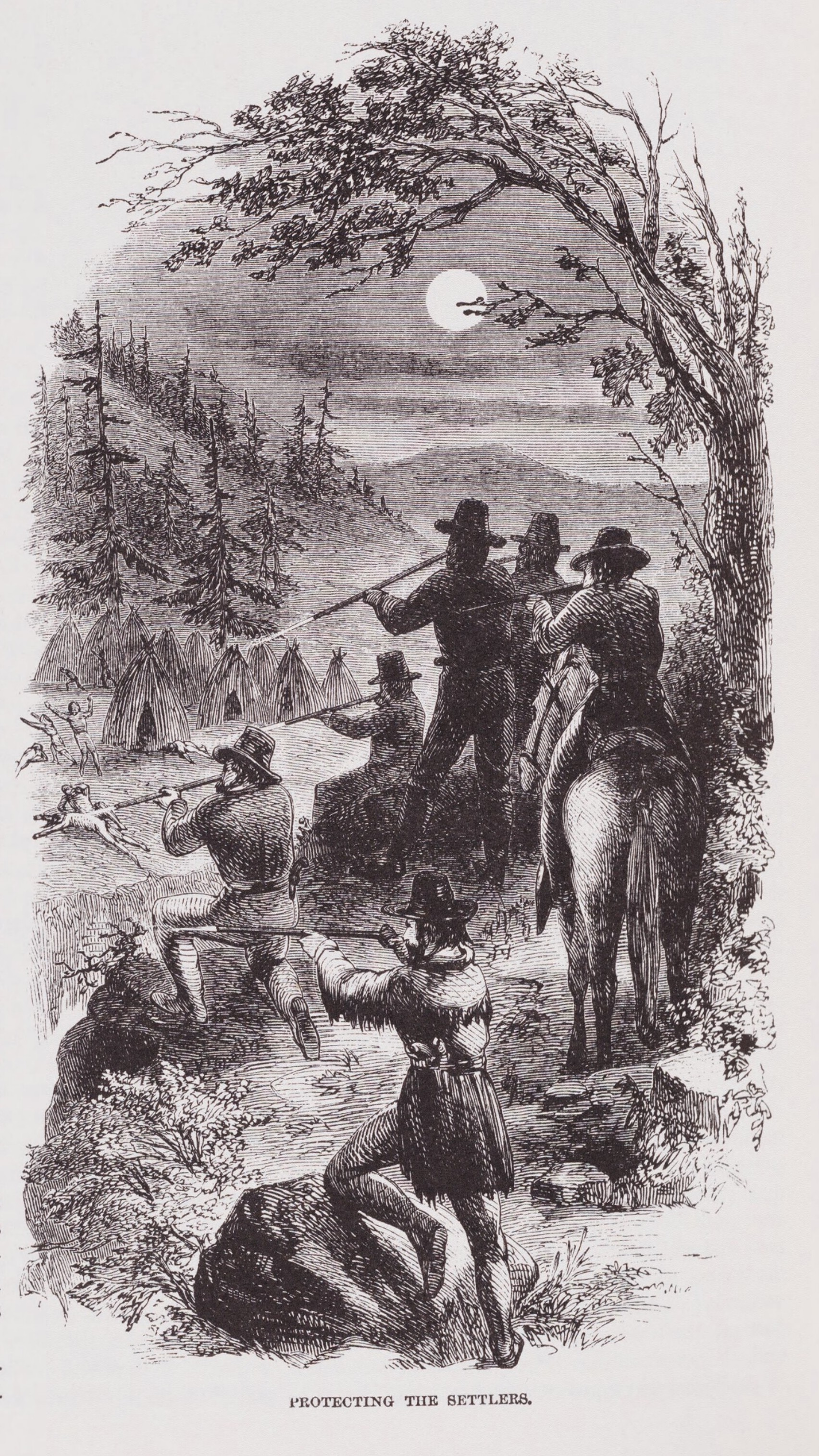
Intitulée Protection des colons, cette gravure montre un tuerie d'Indigènes Yuki dans la Round Valley, en Californie.

La négation des génocides des peuples autochtones consiste à nier l’un des multiples génocides et atrocités criminelles commis contre les peuples autochtones. L’affirmation du négationnisme contredit le consensus universitaire, qui reconnaît qu’un génocide a été commis,,.
Le terme crimes d'atrocité fait référence à trois crimes définis dans le droit international. Selon les Nations Unies, il s'agit de génocide, de crimes contre l'humanité et de crimes de guerre,. Certaines organisations considèrent la pratique du nettoyage ethnique comme le quatrième crime odieux,,.
À l'époque de la colonisation, plusieurs empires européens ont colonisé des territoires habités par des communautés autochtones et, dans certains cas, leurs colonies ont créé de nouveaux États ou pays qui contenaient des peuples autochtones à l'intérieur de leurs nouvelles frontières politiques,,,. Dans de tels processus de changements politiques à la frontière coloniale, il y a eu un certain nombre de cas d’atrocités contre des nations autochtones. Ces faits n’ont parfois pas été étudiés ni reconnus,,. Au cours des dernières décennies, les recherches menées par des universitaires et des historiens ont étudié l’impact du colonialisme de peuplement et du colonialisme interne en général du point de vue des peuples autochtones,,,,,. Les atrocités contre les peuples autochtones comprenaient le déplacement interne, le confinement forcé dans des réserves et des camps de concentration, l'introduction de maladies, l'assimilation forcée, la criminalisation, la dépossession de territoires, la stérilisation forcée, la destruction des institutions sociales et familiales, le transfert forcé d'enfants d'un groupe à un autre un autre groupe, la séparation des familles, l'esclavage, le travail forcé, la captivité, les massacres en série, la conversion religieuse forcée et la réduction des moyens de subsistance avec pour conséquence la malnutrition,,,,.

## Contexte

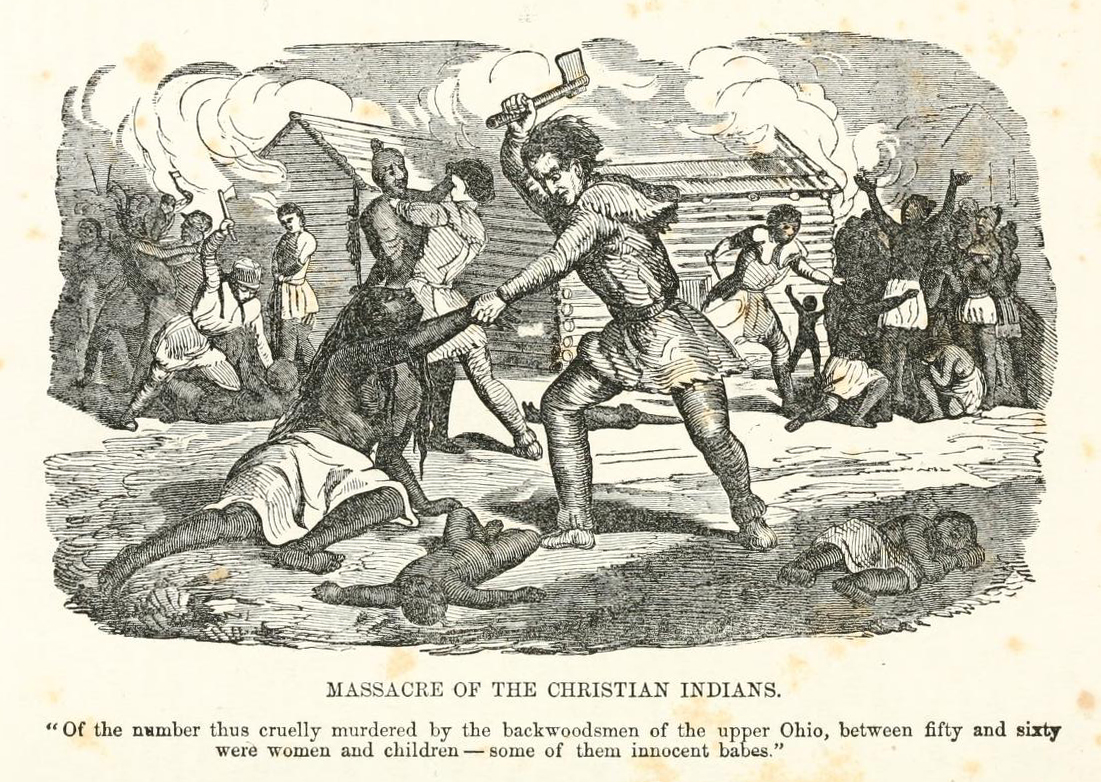
Le massacre de Gnadenhütten : le 8 mars 1782, des miliciens américains de Pennsylvanie sous le commandement de David Williamson tuèrent quatre-vingt-seize chrétiens indigènes (principalement Lenape et Mohawk). La plupart des victimes non armées étaient des femmes et des enfants.

Par rapport à la définition juridique du génocide dans la Convention sur le génocide, d'autres définitions académiques ont été utilisées. Par exemple Israel Charny a proposé une définition du génocide:

« ... les massacres sont le meurtre intentionnel de cinq combattants non armés ou plus ou de non-combattants en grande partie non armés, y compris des femmes, des enfants et des prisonniers, que ce soit dans le contexte d'une bataille ou autrement. Les massacres, lorsqu’ils s’inscrivent dans une stratégie récurrente dirigée contre un groupe national, ethnique, racial ou religieux, sont généralement génocidaires… »

Benjamin Madley a noté que la Convention sur le génocide désigne le génocide comme un crime commis en temps de « paix » ou de guerre. Il a fait valoir que la violente résistance autochtone aux campagnes génocidaires a été décrite comme une « guerre » ou des « batailles », plutôt que comme des massacres génocidaires. Certains massacres peuvent être qualifiés de massacres génocidaires:

« Le génocide au sens générique est le massacre d'un nombre considérable d'êtres humains, lorsqu'il n'a pas lieu au cours d'une action militaire contre les forces militaires d'un ennemi déclaré, dans des conditions essentielles d'impuissance et d'impuissance des victimes. »

Les anthropologue Robert Heizer déclarent : « Pour chaque homme blanc assassiné, cent Indiens [de Californie] ont payé le prix de leur vie. » Benjamin Madley a mené une étude de cas sur la guerre de Modoc, comparant les détails du bilan des morts des deux côtés du conflit, pour étayer ce point.Il a déclaré que partout dans le monde, les groupes autochtones visés par l’anéantissement résistent, souvent violemment.

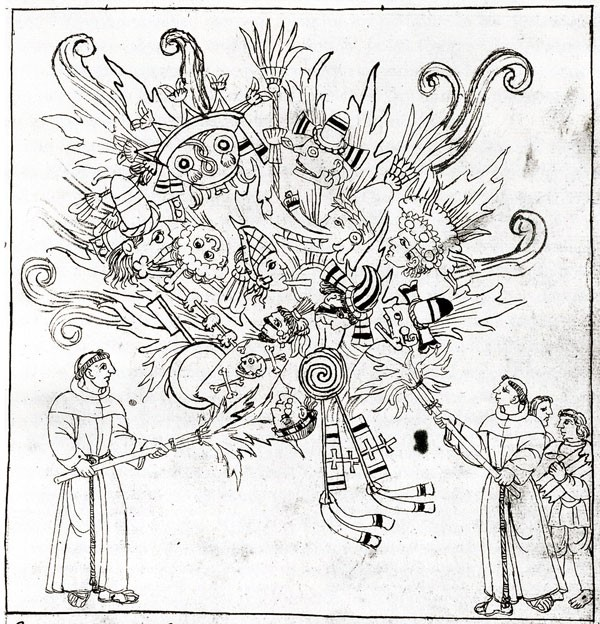
Destruction des codex mexicains

Selon Gregory Stanton qui a écrit sur les dix étapes du génocide, la dernière étape d'un processus de génocide est le déni. Selon le sociologue Daniel Feierstein, le génocidaire met en œuvre un processus de transformation de l'identité des survivants et d'effacement de la mémoire de l'existence du groupe victime. Selon l'historien Norman Naimark, le processus de nettoyage ethnique et de génocide peut entraîner la destruction de symboles physiques, notamment les temples, les livres, les monuments, les documents, les cimetières, le patrimoine architectural et les sites patrimoniaux, ainsi que l'élimination des noms autochtones : « Le nettoyage ethnique » implique non seulement le déplacement forcé de nations entières, mais aussi l’éradication du souvenir de leur présence. »

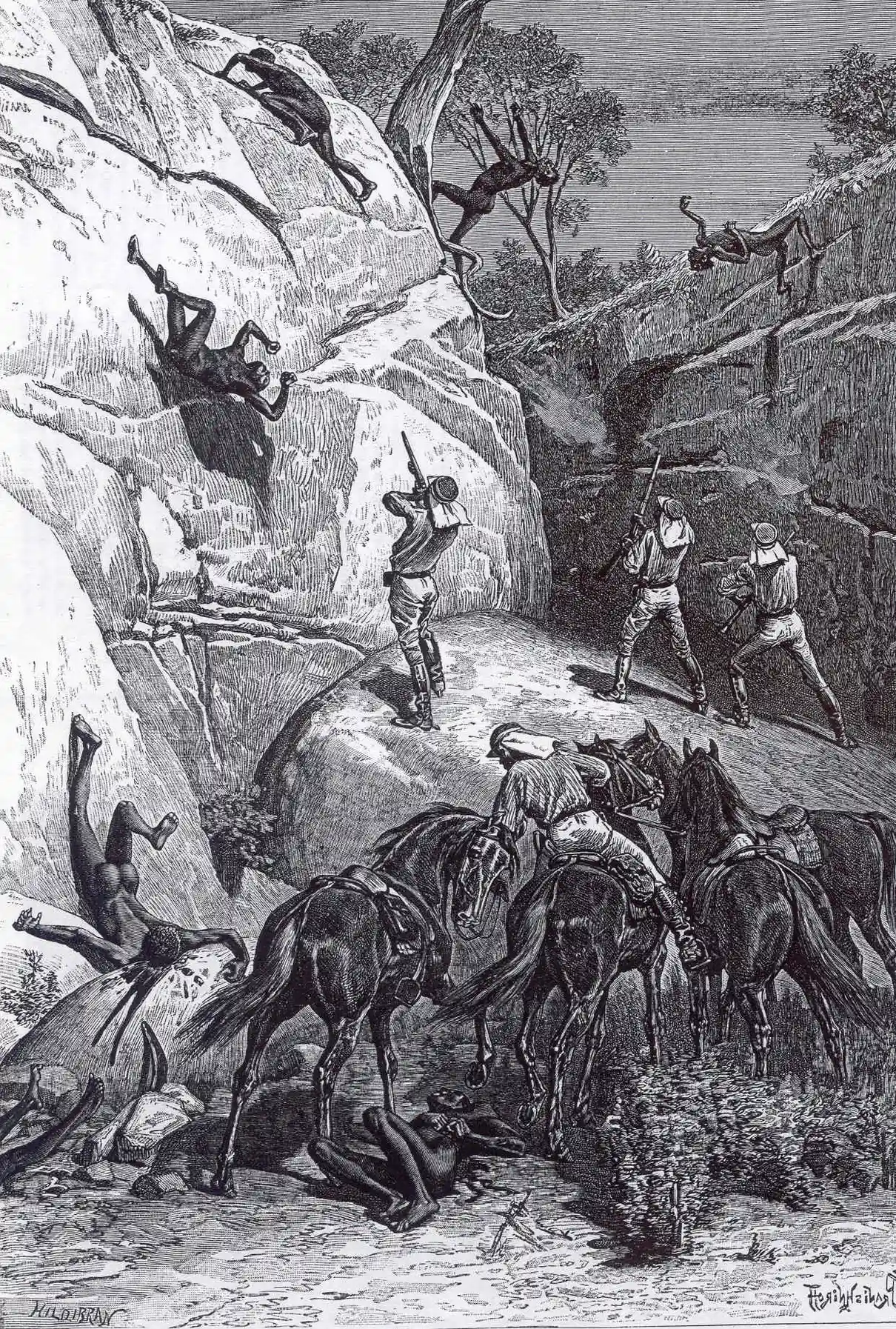
Dessin du scientifique norvégien Carl Lumholtz de 1888 représentant un massacre dans le Queensland, en Australie.

Ward Churchill explique la négation du génocide en termes de politique de reconnaissance du génocide. Edward S.Herman et Noam Chomsky ont soutenu que l'attention portée aux problèmes est un produit de la production médiatique, comme le mentionnent leur ouvrage « The Guardians of Freedom ». : "Un système de propagande présentera systématiquement les personnes maltraitées dans les États ennemis comme des victimes dignes, tandis que celles traitées avec autant ou plus de sévérité par leur propre gouvernement ou leurs clients seront indignes!" Par conséquent, Chomsky estime que le terme génocide est utilisé par ceux qui occupent des positions de pouvoir politique contre leurs rivaux, mais évitent d'utiliser ce terme pour décrire leurs propres actions.
Bradley Campbell a proposé une théorie du génocide en fonction du statut de minorité, de la ségrégation sociale, de la faible taille de la population et du manque de visibilité.

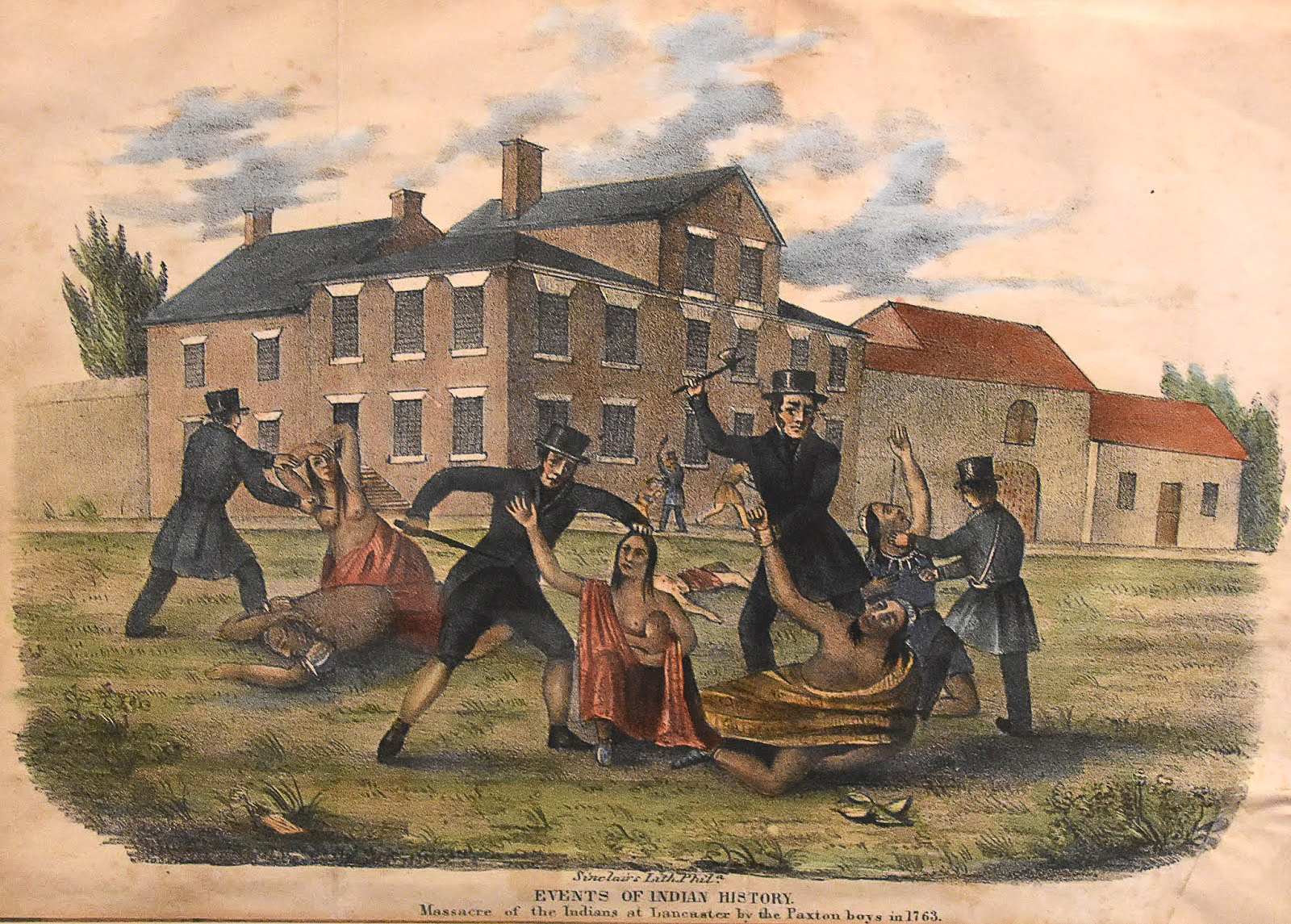
Massacre des Indiens à Lancaster en 1763 par les Paxton Boys.

Les droits de l'homme et le génocide sont des questions de nature internationale dans la mesure où les auteurs présumés peuvent être eux-mêmes des agents de l'État, tandis que certains États soutiennent que les affaires intérieures sont une question de souveraineté et ne concernent donc pas d'autres pays ou influences étrangères,,. Ces frontières en elles-mêmes ne précèdent pas les territoires des peuples autochtones et peuvent être le résultat d'un processus de colonisation ou d'exploitation violente.Par exemple, la Grande-Bretagne et la France ont tracé environ 40 % de la longueur totale des frontières internationales en 2014. Dans la dernière partie du XXe siècles, le génocide des peuples autochtones a attiré une attention accrue de la communauté internationale, notamment des universitaires, des journalistes et des organisations de défense des droits de l'homme.
Les peuples autochtones (également appelés aborigènes ou premières nations) sont les premiers habitants connus d'un territoire, notamment d'un territoire qui a été colonisé par un ou plusieurs groupes dominants. Quatre-vingt-dix pays du monde comptent ensemble plus de 5 000 groupes autochtones parlant 4 000 langues. Cet événement et l’ère de la colonisation ont conduit à de nombreux cas d’atrocités perpétrées des deux côtés au fur et à mesure de l’expansion des colons. L’auto-identification est un concept central dans la définition des peuples autochtones.L'article 33 (1) de la Déclaration des Nations Unies sur les droits des peuples autochtones (2007) fait également référence à l'auto-identification des peuples autochtones : « Les peuples autochtones ont le droit de déterminer leur propre identité ou leur appartenance selon leurs coutumes et traditions." En 2007, 144 pays ont voté en faveur de la Déclaration, 11 se sont abstenus et quatre (Australie, Canada, Nouvelle-Zélande et États-Unis) ont voté contre.
Certaines des principales raisons de nier le génocide sont de promouvoir le discours de haine, d'échapper à la responsabilité morale, d'éviter les représailles, d'éviter l'indemnisation et restitution, de protéger la réputation des auteurs et d'éviter les problèmes juridiques,.

### Motifs et stratégies de déni
Adam Jones, spécialiste du génocide, propose un cadre pour la négation du génocide qui comprend les motifs et stratégies suivants.
Israel Charny décrit les tactiques de négation du génocide, notamment : remettre en question les statistiques de mortalité, nier l'intention génocidaire, et déshumaniser les victimes,,.

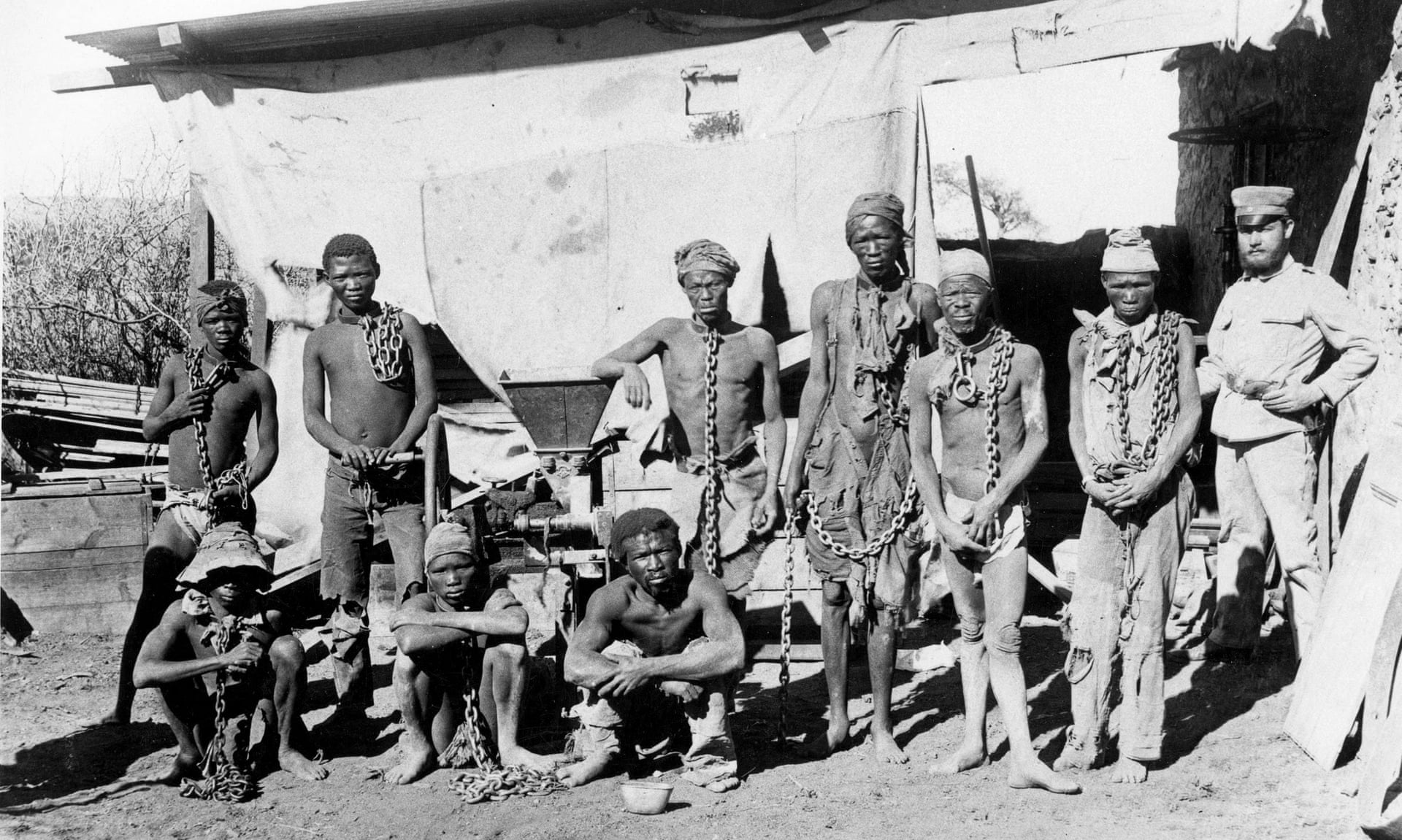
Prisonniers Herero et Nama, 1904-1908, Namibie.

Les vecteurs de mortalité causés par le travail forcé, les déplacements, l’esclavage, la surpopulation des maisons et des écoles, la faim et les épidémies sont minimisés,. Selon l’historien Colin Tatz, le négationnisme prend plusieurs formes : premièrement, le déni de tout comportement génocidaire passé. Deuxièmement, l’opinion contraire selon laquelle les Occidentaux ont été les victimes. Troisièmement, il y a eu plus de bien que de mal dans les relations raciales.
Rezarta Bilali affirme que le déni est la réponse la plus courante aux atrocités commises par un groupe auquel on appartient. Le déni protège l’image nationale et sert à présenter le récit historique sous un jour positif, parfois par le silence, l’omission ou la révision historique.

## Reconnaissance des atrocités par les gouvernements et les institutions religieuses

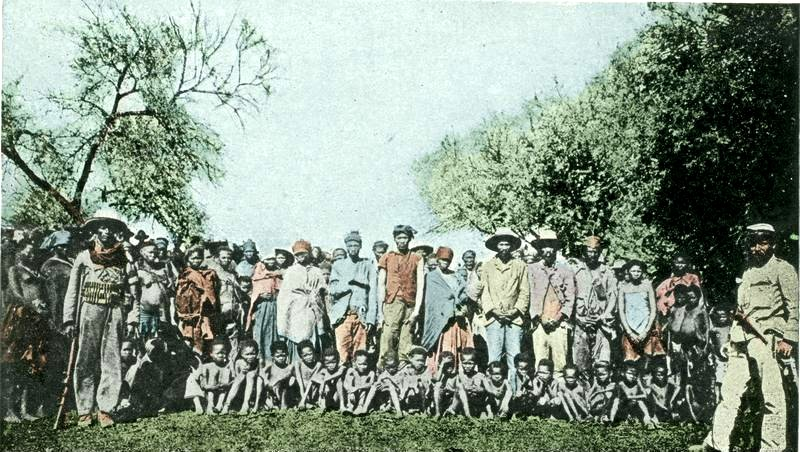
Prisonniers du génocide Herero et Namaqua, 1899.

De nombreux responsables européens ont fait part de leurs inquiétudes, ont promulgué des lois pour protéger les peuples autochtones et ont même puni quelques agents coloniaux pour certaines de leurs atrocités. Des exemples bien connus sont les lois de Burgos et les nouvelles lois de l'Empire espagnol. Cependant, dans certains cas, les mêmes gouvernements qui étaient censés protéger les peuples autochtones ont commis des atrocités, comme c'est le cas du Serviço de Proteção ao Índio au Brésil ou du Bureau des affaires autochtones aux États-Unis.
Gouvernements ont présenté leurs excuses au nom de l’État pour les politiques des gouvernements précédents. Cela a été le cas, par exemple, en Argentine, en Australie,, en Belgique, Grande-Bretagne,,, Canada,,, Californie, Chili, Guatemala, Mexique, Pays-Bas,, Nouvelle-Zélande,, Norvège, et États-Unis,,,. Aucun pays n’a volontairement reconnu avoir commis un génocide.
Aux États-Unis, la résolution d’excuses de 1993 a reconnu le renversement du royaume d’Hawaï, dans lequel n’ont jamais directement renoncé à leurs revendications sur leur territoire national vis-à-vis des États-Unis,.

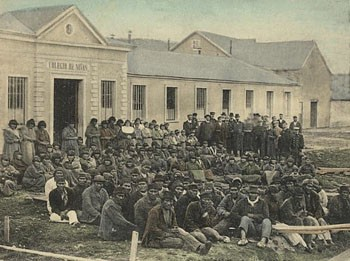
À la fin du XIXe siècle, les Européens ont commencé à s'installer sur l'île Dawson, au Chili. Il s'agit d'une photo d'un camp d'internement pour les Selknam et d'autres peuples autochtones. Des hommes armés ont tué des Autochtones pour obtenir des primes lors du génocide de Selk'nam.

Le pape François a présenté ses excuses pour le rôle de l'Église catholique pendant le processus de colonisation pour les crimes commis contre les peuples autochtones lors de la soi-disant conquête de l'Amérique. Il s'est également excusé pour le rôle de l'Église catholique dans le fonctionnement des internats au Canada, le qualifiant de génocide.
En 2022, Justin Welby de l'Église d'Angleterre, a présenté ses excuses aux peuples autochtones du Canada, se joignant aux excuses similaires d'autres églises du Canada, comme l'Église anglicane du Canada,.
Selon Gregory Stanton, dans la dernière étape du génocide, les victimes du génocide peuvent être tenues responsables de ce qui leur est arrivé.Dans la quatrième phase, ils peuvent être déshumanisés par des discours de haine.

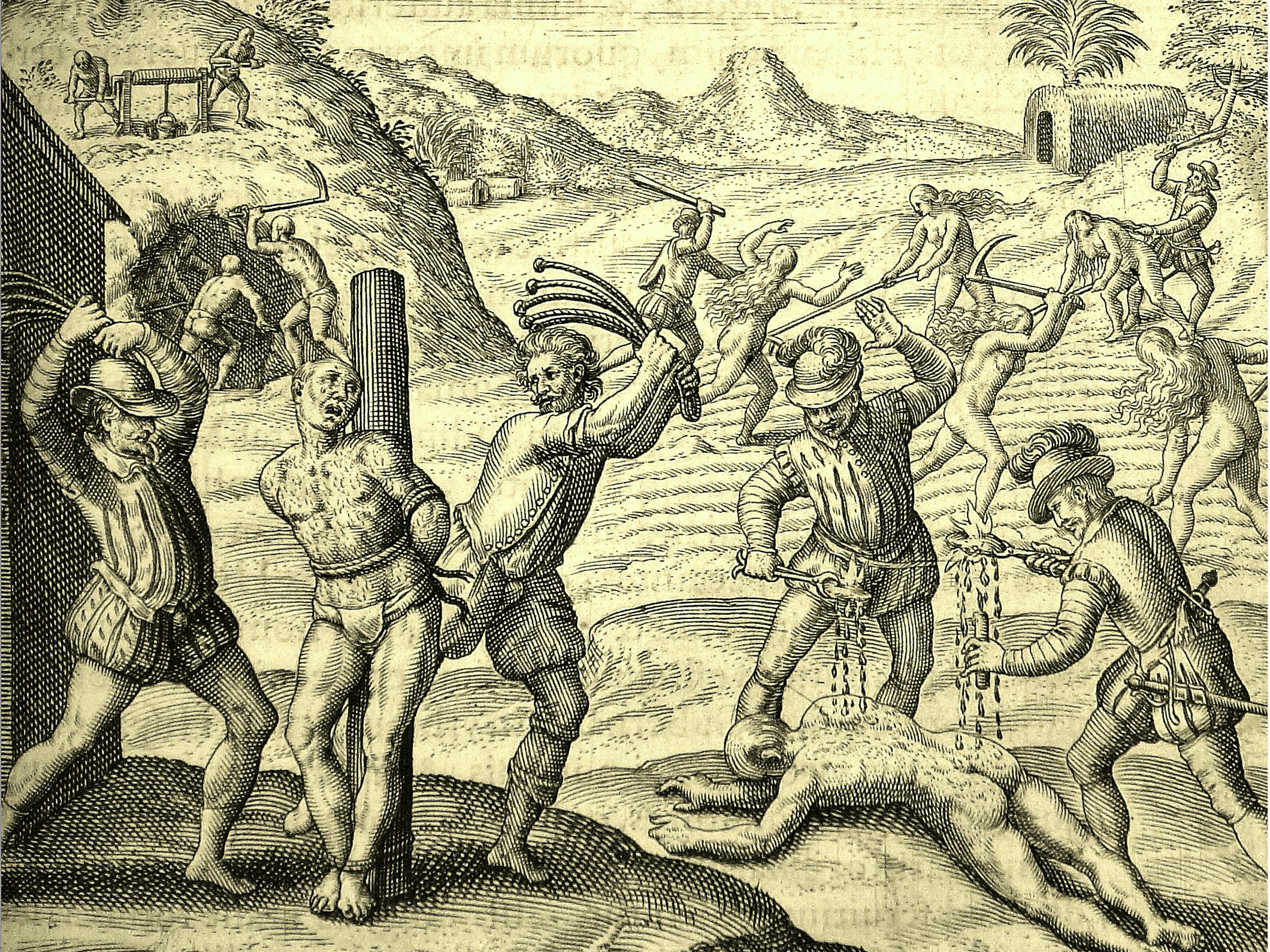
Conquistadors' abuses of Amerindians

Par exemple, les historiens des pays coloniaux ont écrit que les peuples autochtones pratiquent des pratiques répandues telles que le cannibalisme ou le sacrifice humain,,,,,,,. L'historien David Stannard écrit : «...les conquérants européens déshumanisaient délibérément et systématiquement les personnes qu'ils exterminaient. » Les peuples autochtones ont été déshumanisés dans les récits d’intellectuels tels que Juan Ginés de Sepúlveda pour justifier leur esclavage, leur oppression et même leur extermination.Des récits controversés sur ces personnes ont circulé en Europe dans les traductions de lettres de Christophe Colomb. Sepúlveda a utilisé des références à la Bible et à Aristote pour décrire les Amérindiens comme des esclaves naturels.
Henry Reynolds affirme que de nombreux spécialistes du génocide ont inclus la guerre noire en Tasmanie sur leurs listes d'études de cas légitimes.Il affirme que les Juifs ont été attaqués « parce qu’ils n’étaient pas humains, tout comme les aborigènes de Tasmanie ont été pourchassés à mort pour la même raison ».

## Exemples de déni

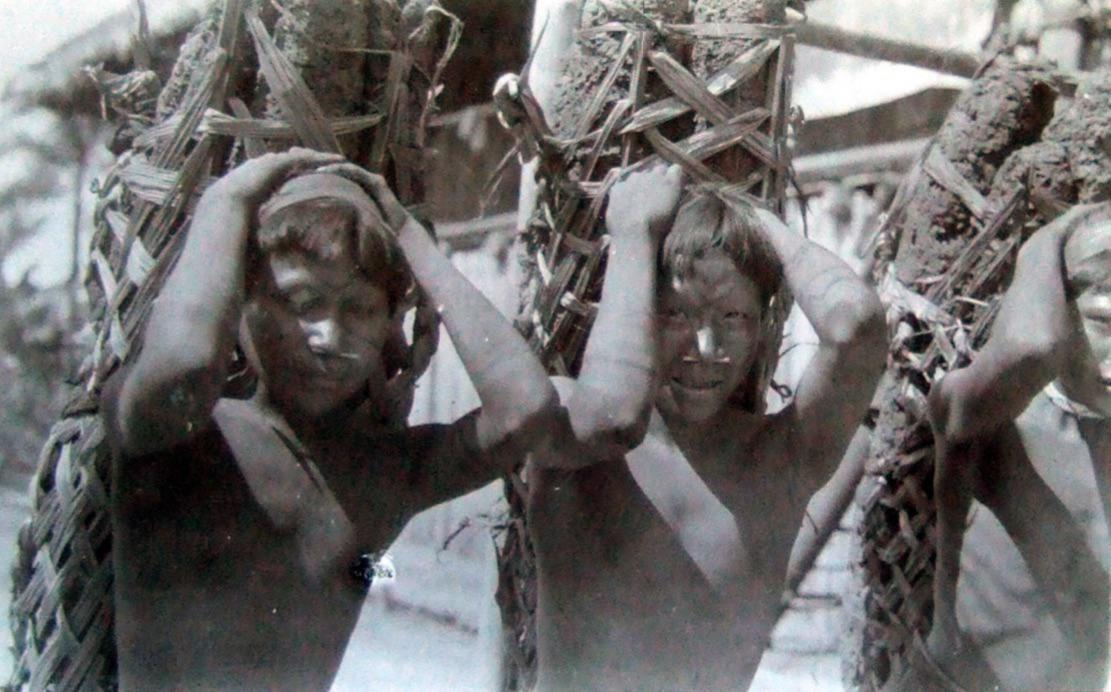
Des indigènes réduits en esclavage avec une charge de 75 kilos de caoutchouc ; Ils ont parcouru 100 kilomètres sans nourriture.

Selon le professeur Robert Hitchcock, les peuples autochtones ont connu des génocides dans de nombreux pays dans lesquels ils résident.
Leo Kuper a décrit le déni comme un moyen de défense classique : « L'une des conséquences de l'adoption de la Convention sur le génocide est que le déni est devenu un moyen de défense courant. Ceci est étroitement lié à sa reconnaissance actuelle comme un crime. » International avec des sanctions potentiellement importantes sous forme de punition, d'exigences de réparation et de restitution des droits territoriaux... ».
Selon James V. Fénelon, le récit historique est clair : « Les peuples et les gouvernements euro-américains ont commis un génocide partout dans le monde contre les peuples autochtones... » Mais de nombreux chercheurs ont nié le génocide des peuples autochtones dans le contexte de l'invasion de ce que l'on appellerait Amérique.Pendant ce temps, les peuples autochtones interprètent depuis longtemps l’invasion de l’Amérique comme un génocide. Selon la professeure Laurelyn Whitt, la grande majorité des chercheurs nord-américains nient qu'un génocide ait eu lieu sur le continent nord-américain au cours de sa colonisation par les Européens.Pendant ce temps, des chercheurs en dehors de l’Amérique du Nord l’ont mentionné à plusieurs reprises.
Colin Leach a étudié des cas de massacres et de génocides dans un contexte de colonialisme et a constaté que les membres des groupes auteurs de ces crimes niaient toute responsabilité dans leur groupe, montraient de faibles niveaux de culpabilité et avaient peu de soutien aux politiques de réparation.

### Amériques

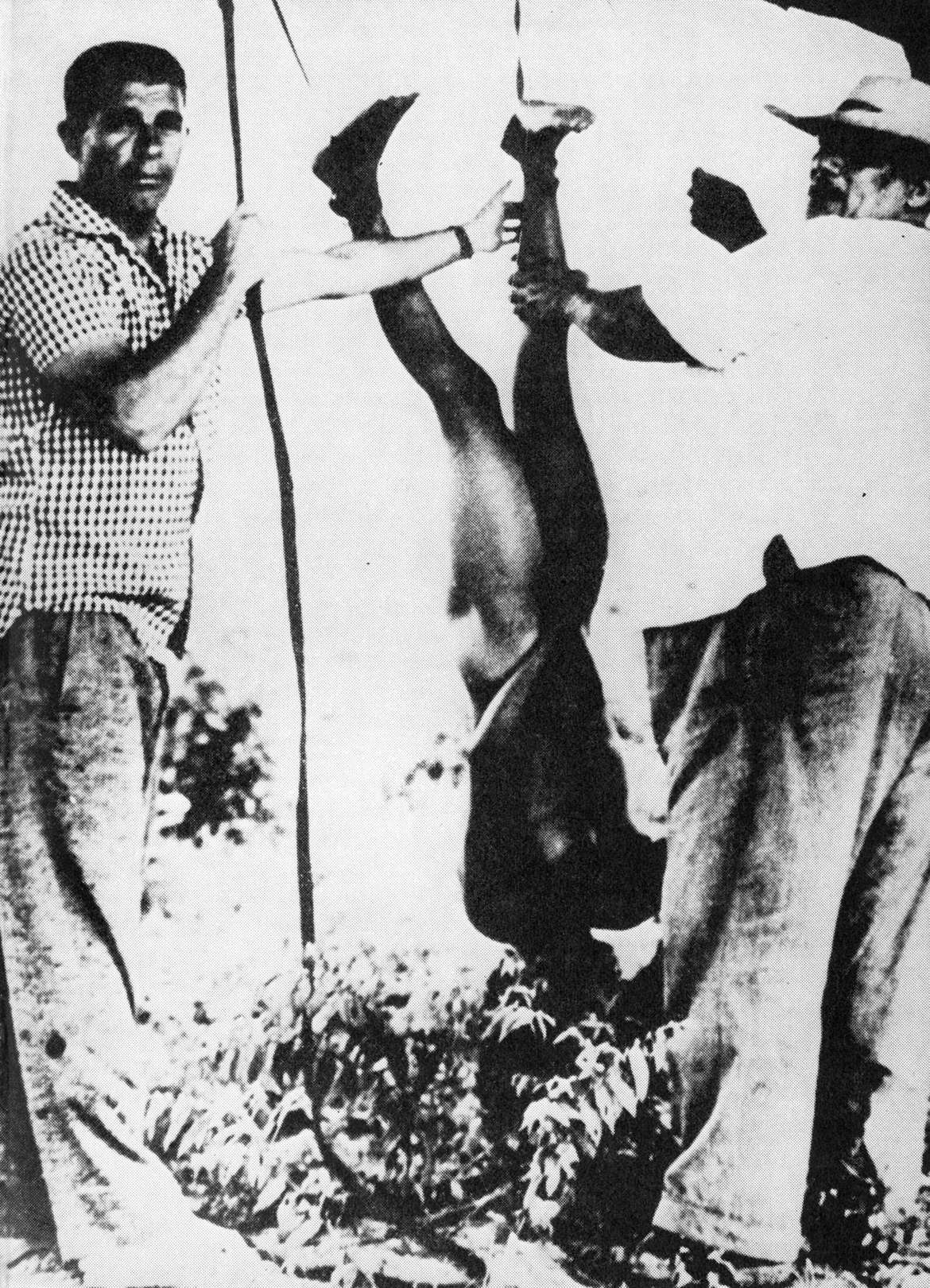
Les atrocités commises contre la tribu Cintas Larga au Brésil ont été révélées dans le rapport Figueiredo de 1967.© Survie

Selon Adam Jones, il existe une position négationniste sur le génocide des peuples autochtones à travers le continent américain. Jones a déclaré que le révisionnisme historique a été si étendu que dans certains cas, les Amériques ont été représentées comme vides de population au début de la colonisation européenne, alors qu'en réalité la majorité de la population autochtone est morte pendant le processus de colonisation.
Kirsten Dyck a affirmé que dans les manuels d'histoire américains, l'histoire des abus contre les peuples autochtones est en grande partie ignorée.

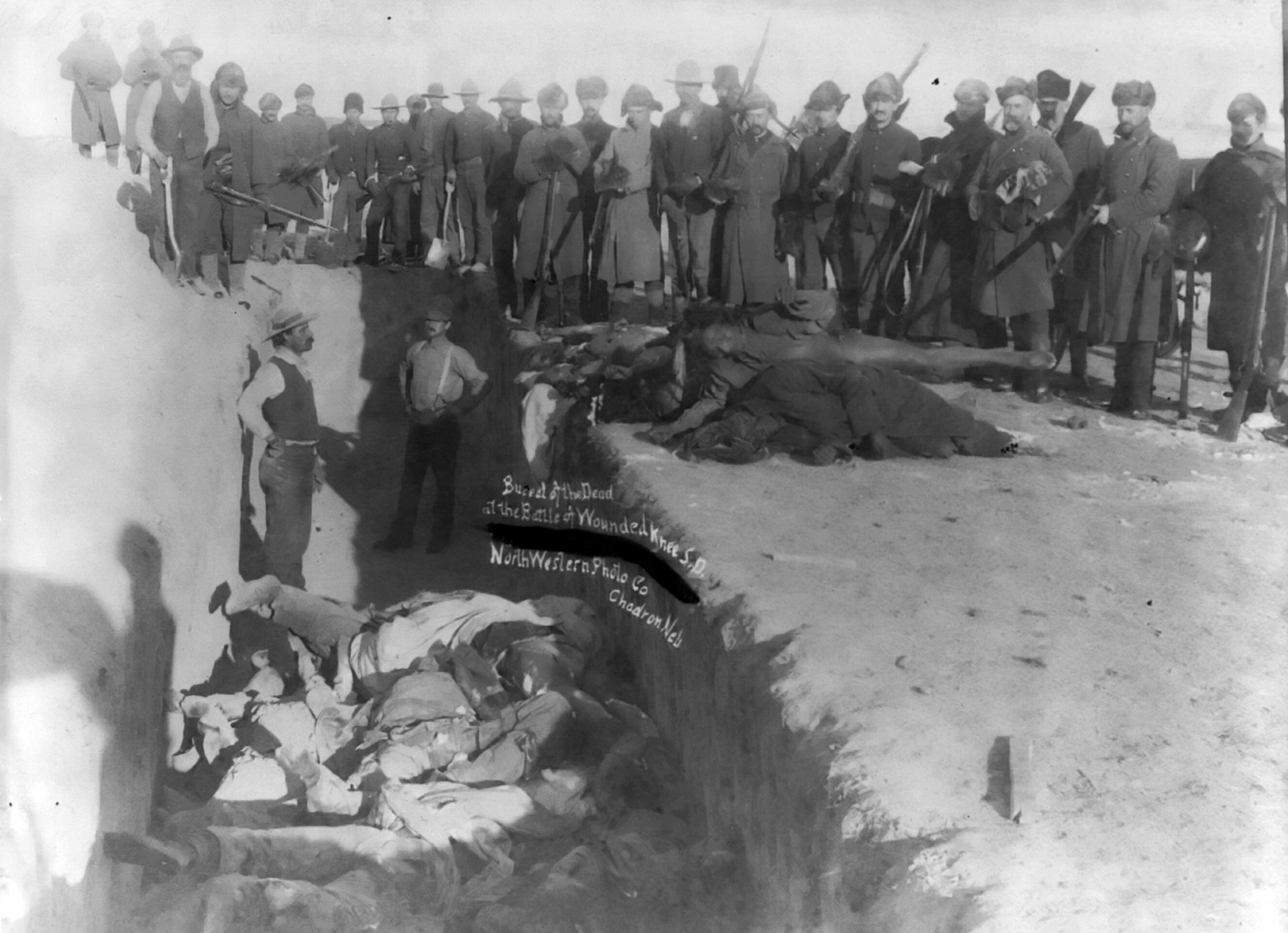
Massacre de Wounded Knee, 1890, Dakota du Sud, États-Unis.

L'historien Andrés Reséndez a écrit un livre intitulé « L'autre esclavage : l'histoire découverte de l'esclavage autochtone dans les Amériques » dans lequel il affirme que l'esclavage autochtone dans les Amériques a été presque complètement effacé de notre mémoire historique. Comparez les milliers de livres sur l’esclavage africain avec quelques dizaines d’ouvrages spécialisés sur l’esclavage autochtone.L'une des raisons qu'il donne pour expliquer cet effacement est que l'esclavage africain était légal, il existe donc de nombreux registres et documents qui fournissent des preuves et des données à ce sujet, tandis que l'esclavage autochtone était en grande partie illégal, donc il ne figure pas dans les documents officiels tels que les factures de vente., les volontés et la navigation se manifestent comme dans le cas de l'esclavage africain.L'esclavage des peuples autochtones a pris diverses formes au fil du temps et de l'espace géographique, par exemple sous la forme du péonage et de l'esclavage des peuples autochtones capturés dans les guerres dites justes. De plus, l’esclavage africain n’était pas associé à une perte territoriale pour les Africains comme c’était le cas presque entièrement pour les Amérindiens. STannard conclut dans son essai que l’Holocauste a acquis une place importante aux yeux du public, attirant l’attention de la communauté internationale, mais bien qu’il reconnaisse l’ampleur et la tragédie de l’atrocité, il met en garde l’Occident qui nie les atrocités commises dans l’hémisphère. occidental,:

« ... et c'est pourquoi toutes les personnes de conscience doivent se méfier des négationnistes de l'Holocauste qui, dans de nombreux cas, ne souhaiteraient rien de plus que voir recommencer la violence massive contre les Juifs. De la même manière, cependant, si l’on considère la terrible histoire et les campagnes continues de génocide contre les habitants autochtones de l’hémisphère occidental… »

Au Paraguay et au Brésil, selon Leo Kuper, spécialiste du génocide, des rapports font état de déni de culpabilité pour le génocide :

« Dans les débats extrajudiciaires contemporains sur les allégations de génocide, la question de l’intention est devenue une question controversée, fournissant une base facile pour nier la culpabilité. »

Susan Cameron écrit à propos de l'Amérique et du déni : « Aujourd'hui, les manuels scolaires à travers le pays continuent d'ignorer ou de minimiser le traitement brutal des peuples autochtones, les meurtres et persécutions de masse, les déplacements et les luttes en cours dans les communautés tribales.

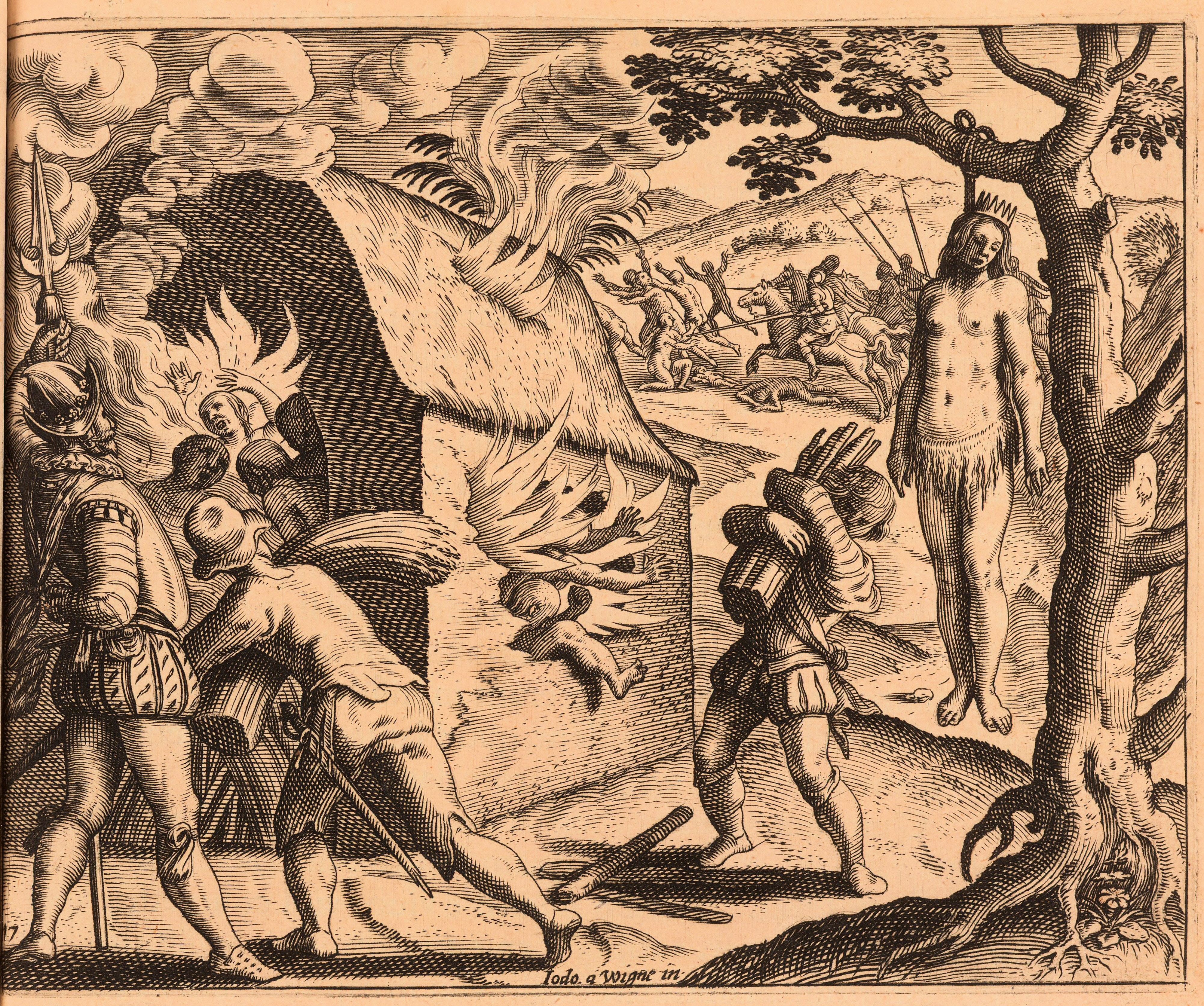
Massacre de la reine Anacaona.

Selon une enquête de 2016-2018, « seulement 36 "% des Américains croient fermement que les États-Unis sont coupables d'avoir commis un génocide contre les Amérindiens." L’auteure autochtone Michelle A.Stanley écrit que « le génocide autochtone est largement nié, effacé, relégué dans un passé lointain ou présenté comme inévitable ».plusieurs nations tribales distinctes. Le caractère inévitable du génocide déplace l’action des individus vers des forces exogènes telles que « la providence, le destin et la nature ». Cette position vise à absoudre les auteurs de toute responsabilité dans la destruction des nations autochtones.Robert K.Hitchcock dit que pendant le génocide californien, « les législateurs, les administrateurs, les agents indiens et les habitants de l'État de Californie ont nié que le génocide ait eu lieu ».
Selon l'historien Howard Zinn, dans les manuels d'histoire américains, l'histoire des abus contre les peuples autochtones aux États-Unis est en grande partie ignorée ou au mieux présentée du point de vue de l'élite dominante et l'état. Le professeur Elazar Barkan a déclaré que le génocide autochtone n’avait pas eu de place dans le récit dominant de l’histoire contemporaine.Il se démarque particulièrement dans l'histoire américaine : « Seule une large reconnaissance de la destruction autochtone comme génocide permettra de reconnaître une telle vision comme un déni. »
Lynne V.Cheney, ancienne présidente du National Endowment for the Humanities, et un groupe d'universitaires se sont disputés à propos du rejet par Cheney d'un projet télévisé célébrant le 500e anniversaire de la découverte du Nouveau Monde par Christophe Colomb.Cheney a déclaré que l'utilisation dans la proposition du mot « génocide » en relation avec Christophe Colomb était un problème : « Nous pourrions être intéressés par le financement d'un film qui débat de cette question », a-t-il déclaré, « mais nous n'allons pas financer un film qui fait cette affirmation. Colomb était coupable de nombreux péchés, mais il n'était pas Hitler. » Benjamin Madley a décrit les atrocités contre les peuples autochtones de Californie comme une série de génocides,,,, comme l'auteur Mohamed Adhikari, et l'historien Brendan Lindsay. Benjamin Madley affirme que les atrocités sont niées et que le fait historique doit être fait connaître:

« La justice exige que même longtemps après le départ des auteurs, nous documentions les crimes qu’eux et leurs défenseurs ont trop souvent cachés, niés ou réprimés. »

Des accusations de génocide ont été débattues au Guatemala, et au lieu de cela, le génocide a été qualifié de « guerre civile »,, ou, dans le cas du peuple autochtone Ache au Paraguay, il a été considéré comme un cas de politique persécution, pas génocide.
En Argentine, la Conquête du Désert a été interprétée en termes de guerre, gardant le silence sur le génocide indigène,. De même, lors du massacre de Napalpí, on a considéré qu'il s'était déroulé dans le cadre d'un génocide,. Selon Walter Delrio l'État nie toujours l'existence d'un génocide et l'existence de crimes contre l'humanité à l'égard des peuples autochtones.
Selon Nadia Rubaii, les atrocités de masse en Amérique latine sont moins visibles au niveau international pour trois raisons. Les groupes de victimes ont souvent été attaqués en raison de leurs différences idéologiques ou politiques, ce qui a conduit la communauté internationale à considérer ces atrocités comme des problèmes de politique intérieure. Deuxièmement, les auteurs de dommages aux écosystèmes et aux moyens de subsistance affirment qu’ils recherchent le développement économique dans l’intérêt commun et nient toute intention de nuire.Enfin, si le sujet suscite une attention académique, il est documenté en espagnol et n'est pas disponible en anglais.

#### Californie
Malgré des preuves bien documentées des atrocités généralisées du génocide californien, les manuels d'histoire approuvés par le ministère de l'Éducation de Californie ignorent l'histoire de ce génocide,. L'auteur Clifford Trafzer affirme qu'en Californie, les manuels des écoles publiques n'enseignent pas le génocide californien,,.

Le journaliste George Monbiot a déclaré que la canonisation par l'Église catholique en 2015 du missionnaire Junípero Serra qui a fondé le système de camps de travail qui a accéléré le génocide culturel en Californie est un exemple de déni,. Madley souligne également qu’un génocide peut alors se produire en l’absence de guerre. Il a fait valoir que la résistance violente au génocide a été décrite comme une « guerre » ou une « bataille », plutôt que comme des massacres génocidaires ou une guerre de résistance. Par exemple, pour chaque homme blanc assassiné, cent Indiens [de Californie] ont payé le prix de leur vie. Il a proposé une étude de cas de la guerre de Modoc, comparant les détails des deux parties au conflit, pour étayer ce point : 

« Comme les Arméniens, les Juifs, les Cambodgiens et les Tutsis, les Modocs ont violemment résisté au génocide. Des variations du test Modoc se sont produites ailleurs au cours de la conquête et de la colonisation de l'Afrique, de l'Asie, de l'Australie et de l'Amérique du Nord et du Sud. Les civilisations autochtones ont résisté à plusieurs reprises aux envahisseurs qui cherchaient à les anéantir physiquement, en tout ou en partie. Beaucoup de ces catastrophes sont connues sous le nom de guerres. Cependant, en examinant attentivement les intentions et les actions des colonisateurs et de leurs défenseurs, il est possible de réinterpréter certains de ces cataclysmes comme des campagnes génocidaires et des guerres de résistance. Le cas Modoc en fait partie. »

#### Canada
Au Canada, la juge de la Cour suprême Beverly McLachlin a déclaré que le traitement historique des peuples autochtones par le Canada constituait un génocide culturel. Le professeur David Bruce MacDonald a soutenu que le gouvernement canadien devrait reconnaître plusieurs atrocités commises contre les peuples autochtones du Canada. Le premier ministre Justin Trudeau s'est excusé dans le contexte des découvertes de tombes de pensionnats autochtones au Canada,,. Tricia E. Logan écrit que le Canada est dans le déni:

« Le Canada, un pays aux histoires souvent racontées sur ses origines autochtones et son héritage colonial, entretient toujours un bloc de mémoire en termes d'atrocités qu'il a commises pour construire l'État canadien. Il n’y a rien de plus réconfortant dans l’histoire coloniale de la construction d’une nation que d’effacer ou de nier les véritables coûts des conquêtes coloniales. Le récit réconfortant devient le récit dominant et consommé publiquement. »

La Dre Rita Dhamoon a soulevé un certain nombre de critiques à l'égard du Musée canadien des droits de la personne, notamment la centralité de l'Holocauste pour le musée, le fait de présenter les pensionnats comme étant assimilationnistes plutôt que génocidaires et niant la nature génocidaire du colonialisme :

« Je maintiens que la décision des conservateurs du musée de ne pas utiliser l'étiquette de génocide dans le titre de la galerie principale sur les perspectives autochtones, il y avait une forme spécifique de négation interprétative. »

Le gouvernement canadien a annoncé qu'il paierait 31,5 milliards de dollars pour réformer le système de protection sociale et indemniser les familles autochtones pour leurs lacunes. Cindy Blackstock a déclaré que les transferts d'enfants étaient le résultat d'une discrimination dans la politique gouvernementale,,. Un rapport de la commission vérité a révélé que les gouvernements ont mené des politiques de génocide culturel tout au long du XXe siècles. Le gouvernement a reconnu la surreprésentation des enfants autochtones dans le système de garde d’enfants.
Le lauréat du prix Nobel de littérature 1990 et diplomate mexicain, Octavio Paz, affirme que la littérature sur le colonialisme espagnol et portugais est biaisée et « pleine de détails sombres et de jugements sévères ». Il a dit qu'il y avait aussi d'immenses avantages:

« Tout n’était pas horreur : sur les ruines du monde précolombien, les Espagnols et les Portugais ont construit une grandiose construction historique qui, dans ses grandes lignes, est encore debout. Ils rassemblaient de nombreux peuples qui parlaient des langues différentes, adoraient des dieux différents, se faisaient la guerre ou ne se connaissaient pas. Ils les unissaient à travers des lois et des institutions juridiques et politiques mais surtout à travers la langue, la culture et la religion. Si les pertes ont été énormes, les gains ont été immenses.

Pour juger équitablement le travail des Espagnols au Mexique, nous devons souligner que sans eux – je veux dire : sans la religion catholique et la culture qu’ils ont implantées dans notre pays – nous ne serions pas ce que nous sommes. Nous serions probablement un groupe de personnes divisées par des croyances, des langues et des cultures différentes. »

Le musée a ouvert ses portes en 2014 et a été critiqué après avoir omis d'utiliser le terme génocide pour décrire l'histoire du colonialisme au Canada. En 2019, le musée a inversé sa politique et reconnaît officiellement le génocide des peuples autochtones du Canada dans ses expositions.
La sénatrice Lynn Beyak a suscité la controverse et les accusations de négation du génocide dans le système des pensionnats autochtones du Canada et a désapprouvé le rapport final de la Commission de vérité et réconciliation du Canada, affirmant qu'il avait omis les aspects positifs des écoles. L'ancienne chef du Parti conservateur canadien, Erin O'Toole, a déclaré que le système des pensionnats éduquait les enfants autochtones, mais a ensuite changé d'avis: "Le système visait à soustraire les enfants à l'influence de leur foyer, de leur famille, de leurs traditions et de leur culture". L'ancien rédacteur en chef Conrad Black et d'autres ont également été accusés de déni,,,,,.
Scouts Canada a présenté ses excuses pour son rôle dans l'éradication des groupes autochtones pendant plus d'un siècle.

#### Mexique

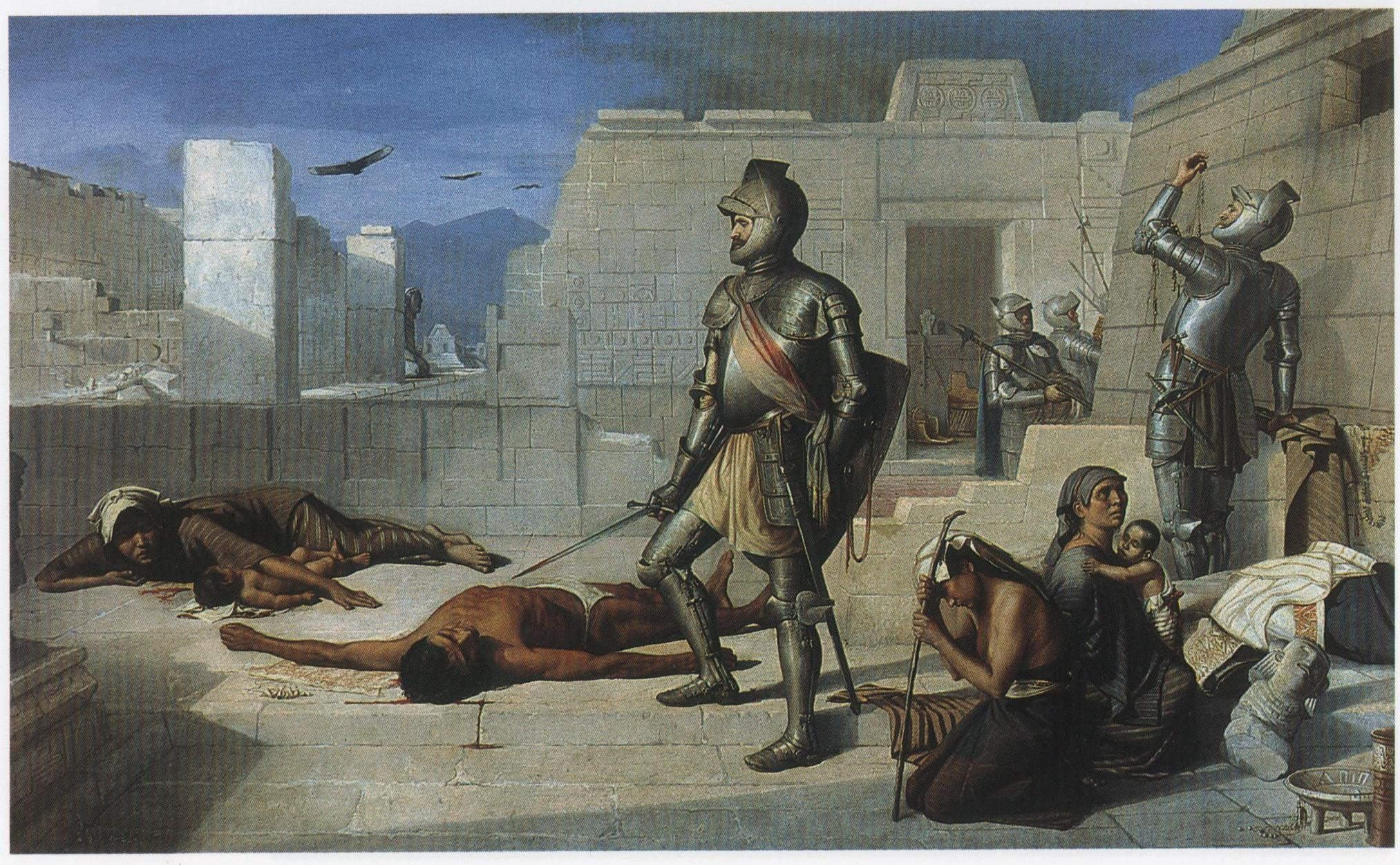
Le massacre de Cholula en 1519, lors de la conquête du Mexique par Hernan Cortès.

Ann Curthoys est une historienne et universitaire australienne qui écrit ce qui suit à propos de la vision de Leo Kuper:

« Cependant, le cours de la colonisation de l'Amérique du Nord et du Sud, des Antilles, de l'Australie et de la Tasmanie, observe Leo Kuper, a certainement été trop souvent marqué par le génocide. »

### Afrique

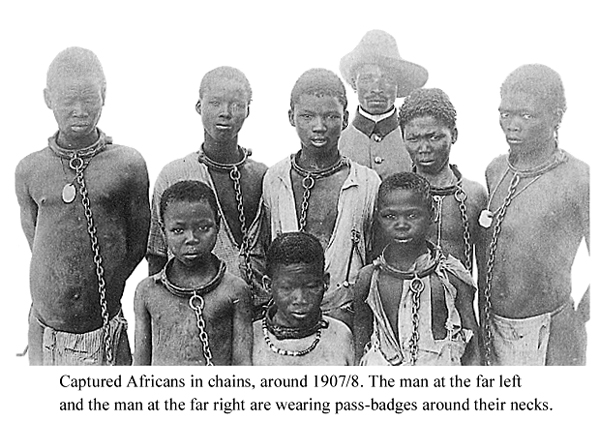
Colonisation allemande de l'Afrique, 1907-1908.

En Grande-Bretagne, le ministère des Affaires étrangères a caché des documents relatifs à l' Empire britannique dans des archives secrètes à Hanslope Park, à Londres.Les documents du dossier détaillaient une dissimulation de haut niveau de la mort de 11 hommes tués par des gardiens de prison lors de la rébellion Mau Mau. La répression exercée par les autorités coloniales avait été documentée dans une série de travaux académiques.
En Belgique, le génocide congolais n’est pas reconnu dans le discours public général. A brûlé les archives de la colonie pendant huit jours pour dissimuler les preuves d'atrocités. Les archives de la colonie ont été détruites.
En 1999, Adam Hochschild a publié Le Fantôme du roi Léopold, un livre sur les atrocités commises lors du génocide congolais. Le livre est devenu la base d'un documentaire du même nom.
Le génocide des Herero et des Namaqua est décrit comme le premier génocide du XXe siècle, et les hommes politiques allemands Bundestag ont déclaré qu'il existait une culture de déni,,,.

### Australie
Lors de la colonisation de l'Australie, la population autochtone australienne a connu les guerres frontalières australiennes au cours desquelles il y a eu des conflits de territoire. Des massacres ont également été perpétrés contre les peuples autochtones.
En Australie, le rapport Bringing Them Home a mis en lumière les abus commis contre les Australiens autochtones en séparant de force les enfants des familles autochtones, dans le cadre d'une pratique étatique appelée générations volées. Cependant, l'ancien Premier ministre John Howard a refusé de s'excuser,,. Un universitaire qui nie le génocide en Australie est Keith Windshuttle, rédacteur en chef du magazine de droite Quadrant, qui a publié des documents critiquant le rapport. L'ancien Premier ministre de Tasmanie, Ray Groom, a déclaré qu'il n'y avait aucun meurtre dans l'État insulaire. Le Dr Gary Jones, ancien ministre australien du Travail, a décrit le colonialisme comme un cadeau fait aux nations autochtones. La sénatrice autochtone Jana Stewart a qualifié de tel points de vue de déni des expériences historiques des Australiens autochtones.
En Australie, des débats sont en cours sur l'interprétation de l'histoire, appelés History Wars, par exemple sur la formation du mythe national de l'Australie comme une invasion ou une colonisation,,. La destruction complète de la population aborigène de Tasmanie a été décrite comme un acte de génocide par des historiens et des universitaires,,,.

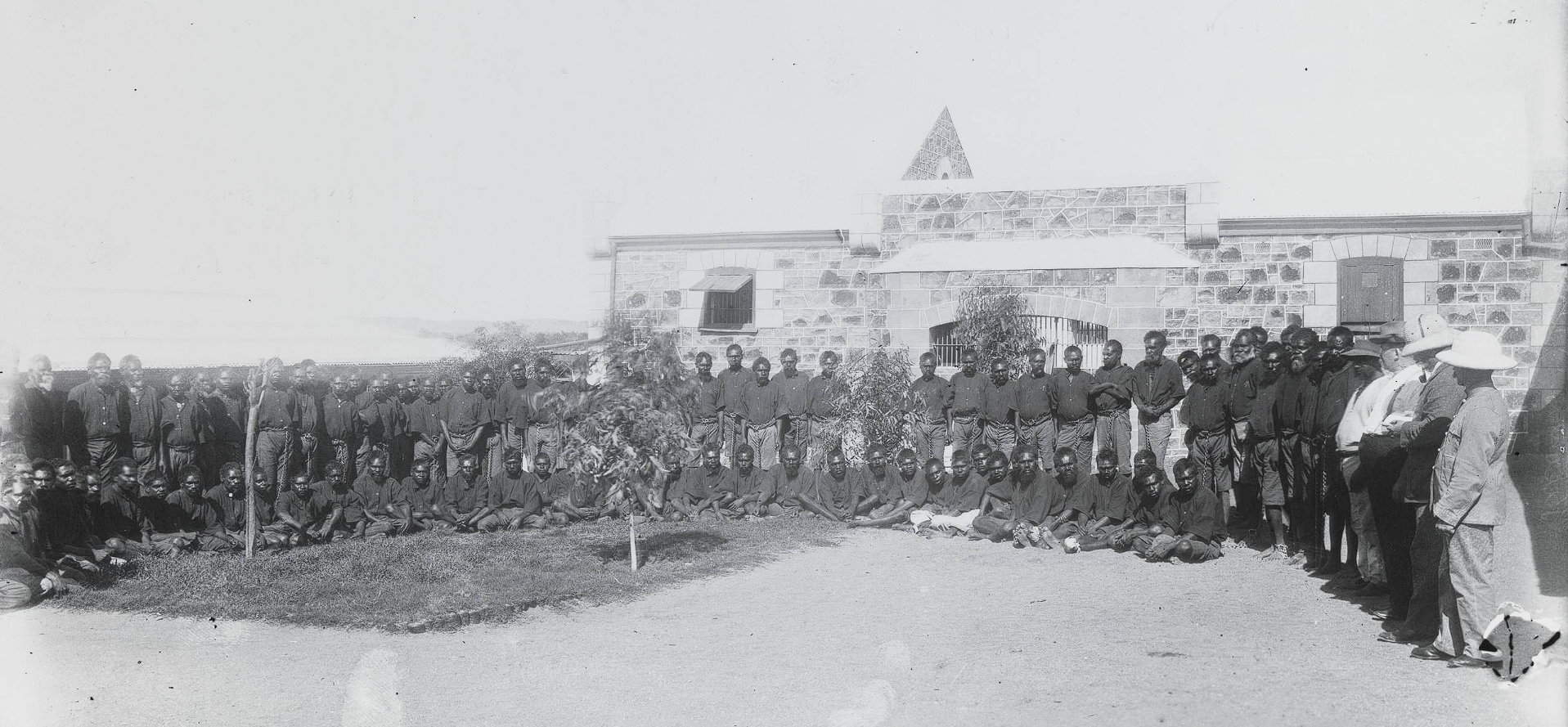
Entre 1838 et 1931, les prisonniers aborigènes détenus sur l'île Rottnest, en Australie, ont été détenus dans des conditions déplorables et soumis à des traitements cruels et inhumains.

L'historien Jurgen Zimmerer a écrit que les politiciens conservateurs australiens nient le génocide des aborigènes.L'historien Dirk Moses dit qu'en Australie, il y avait de nombreux groupes autochtones culturels et linguistiques, il n'y a donc pas eu un seul événement génocidaire du point de vue colonisateur, mais plusieurs. Selon l'historien Colin Tatz, dans les années 1990, malgré les excuses et les aveux sur le passé, il y avait des négateurs tels que les universitaires australiens ainsi que des hommes politiques tels que John Howard, John Herron, Peter Howson, Wayne Goss, Ray Groom et Bill Hayden. L'ancien Premier ministre Goss a insisté pour que les mots comme « invasion » soient supprimés des manuels scolaires.
Selon Hannah Baldry, le déni persistait. Le gouvernement australien semble avoir longtemps souffert d'une forme de déni qui a privé la population aborigène du pays de la reconnaissance des crimes perpétrés contre leurs ancêtres.

### Russie
Certains chercheurs décrivent la Russie comme un État colonial, en particulier dans son expansion en Sibérie et dans l'Extrême-Orient russe, au cours de laquelle elle a déplacé les peuples autochtones, tout en pratiquant le colonialisme,,. Les peuples indigènes ont résisté à l’annexion de la Sibérie et de Orient Russie, tandis que les Cosaques ont commis des atrocités contre les peuples indigènes. Pendant la guerre froide, de nouvelles formes de répression autochtone ont été pratiquées.

## Réactions au déni
Au Canada, certains législateurs veulent criminaliser la négation du génocide dans les pensionnats : « Ils disent qu'ils sont inondés de courriels, de lettres et d'appels téléphoniques de personnes qui rejettent les informations faisant état de tombes présumées et faussent l'histoire des écoles financées par le gouvernement. », institutions dirigées par des églises chrétiennes qui ont œuvré à l'assimilation de plus de 150 000 enfants des Premières Nations, inuits et métis pendant plus d'un siècle. »
Le Office des Nations Unies pour la prévention du génocide et la responsabilité de protéger a publié un document politique intitulé « Combattre l'Holocauste et le déni du génocide : protéger les survivants, préserver la mémoire et promouvoir la prévention », dans la mesure où le négationnisme est souvent associé au discours de haine, en particulier lorsqu’elles s’adressent à des groupes identifiables spécifiques. Le rapport av 2022 fournit des recommandations politiques aux États en matière de déni.

## Colonialisme et génocide
Il existe un certain nombre de chercheurs dont les travaux ont établi une relation entre le colonialisme et le génocide,. Le colonialisme de peuplement diffère de l’immigration parce que les immigrants s’intègrent dans une société existante, ils ne l’éliminent pas pour la remplacer,.
Vous trouverez ci-dessous un échantillon d’ouvrages chercheurs qui soulignent la relation entre le colonialisme de peuplement et le génocide des peuples autochtones,.

### David Moshman
David Moshman, professeur à l’Université du Nebraska-Lincoln, a souligné le fait que les nations autochtones du continent américain ne constituent pas une entité monolithique et que nombre d’entre elles ont déjà complètement disparu :

« Les nations des Amériques restent pratiquement inconscientes du fait qu’elles sont sorties d’une série de génocides délibérément ciblés qui ont réussi à éliminer des centaines de cultures autochtones. »

### Association des historiens du Canada
L'association soutient que la profession d'historien canadien était complice du négationnisme et a également déclaré dans un communiqué : « Les gouvernements coloniaux, qu'ils soient coloniaux, impériaux, fédéraux ou provinciaux, ont travaillé, et sans doute travaillent encore, pour éliminer les peuples autochtones en tant que peuple distinct culture et en tant que groupe physique.», De nombreux historiens n'étaient pas d'accord et ont émis des déclarations contre du consensus général sur cet aspect de l'histoire canadienne,.

### Bernard Baylin
L'historien Bernard Baylin, lauréat du prix Pulitzer, a déclaré que les conquêtes hollandaises et anglaises furent aussi brutales que celles des Espagnols et des Portugais, et qu'en certains endroits et à certaines époques elles furent de nature génocidaire. Il dit que cette histoire, par exemple la guerre Pequot, n’est pas effacée mais commodément omise pour la nouvelle nation. Les différentes puissances ont mis en œuvre des politiques coloniales similaires à celles de l’Espagne envers les groupes indigènes.

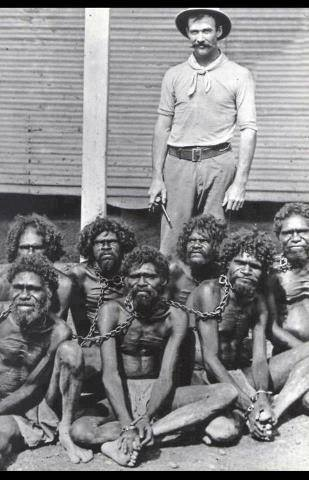
Des Australiens autochtones enchaînés en captivité.

### David Stannard
L'historien David Stannard et professeur d'études américaines à l'Université d'Hawaï compare le processus génocidaire dans deux cas:

« Et c’est là que réside la différence centrale entre le génocide commis par les Espagnols et celui des Anglo-Américains : en Amérique britannique, l’extermination était l’objectif principal. »

### Gregory Smithers
Gregory D. Smithers, professeur au Département d'histoire de l'Université d'Aberdeen, s'exprime également sur le sujet:

« Ward Churchill qualifie le colonialisme en Amérique du Nord de « l'holocauste américain », et David Stannard décrit de la même manière la colonisation européenne des Amériques comme un exemple « d'incinération et de carnage humains ». »

### Jeffrey Ostler
L'historien Jeffrey Ostler dit que dans l'historiographie les événements clés des massacres génocidaires dans le contexte des missions militaires américaines visant à dominer les nations indiennes de l'Ouest américain étaient décrits comme des « batailles ».

### Jürgen Zimmerer

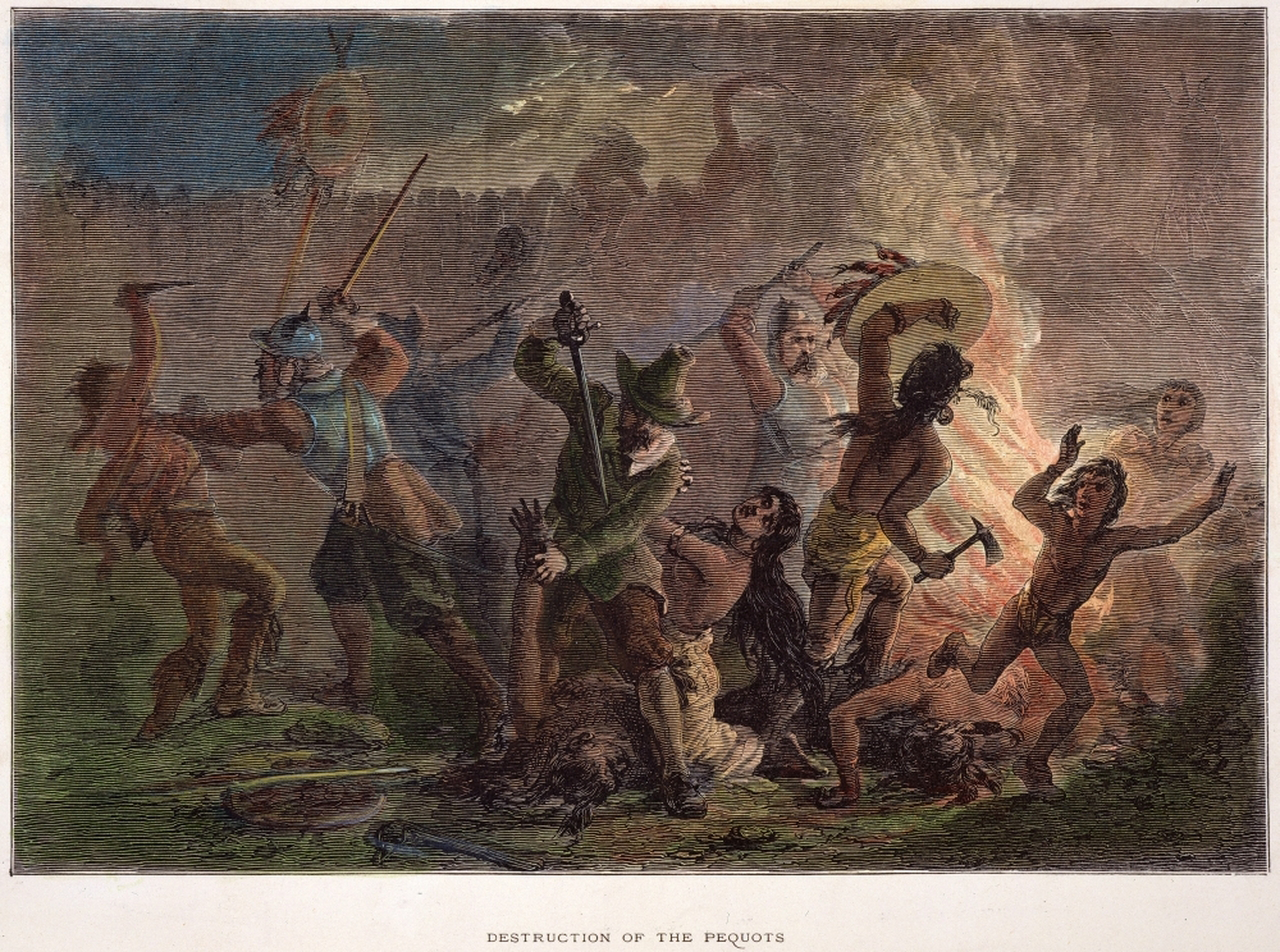
Le massacre de Fort Mystic en 1637.

L'historien Jurgen Zimmerer a écrit que les politiciens conservateurs australiens nient le génocide des peuples autochtones. L'historien Dirk Moses dit qu'en Australie, il y avait de nombreux groupes autochtones culturels et linguistiques, il n'y a donc pas eu un seul événement génocidaire du point de vue colonisateur, mais plutôt de multiples cas de génocide.

### Hannah Baldry
Selon Hannah Baldry il existe à l’époque contemporaine un déni de l’histoire des aborigènes australiens : L'universitaire sud-africain Leo Kuper explique pourquoi le génocide des peuples autochtones a été largement ignoré dans les études universitaires:

« Une grande partie de la colonisation s'est déroulée sans conflit génocidaire... Mais les effets de la colonisation ont été très variables, en fonction de divers facteurs, tels que le nombre de colons, les formes de l'économie colonisatrice et la concurrence pour les ressources., les politiques de la puissance colonisatrice et les attitudes à l'égard des mariages mixtes ou du concubinage... Certaines des annihilations de peuples autochtones ne sont pas tant le résultat d'un acte délibéré, mais au cours de ce que l'on peut qualifier de processus génocidaire: massacres, appropriation des terres, introduction de maladies et travail forcé. »

### Léo Kuper
Mark Levene, historien à l'Université de Southampton, a lié le colonialisme et le génocide:

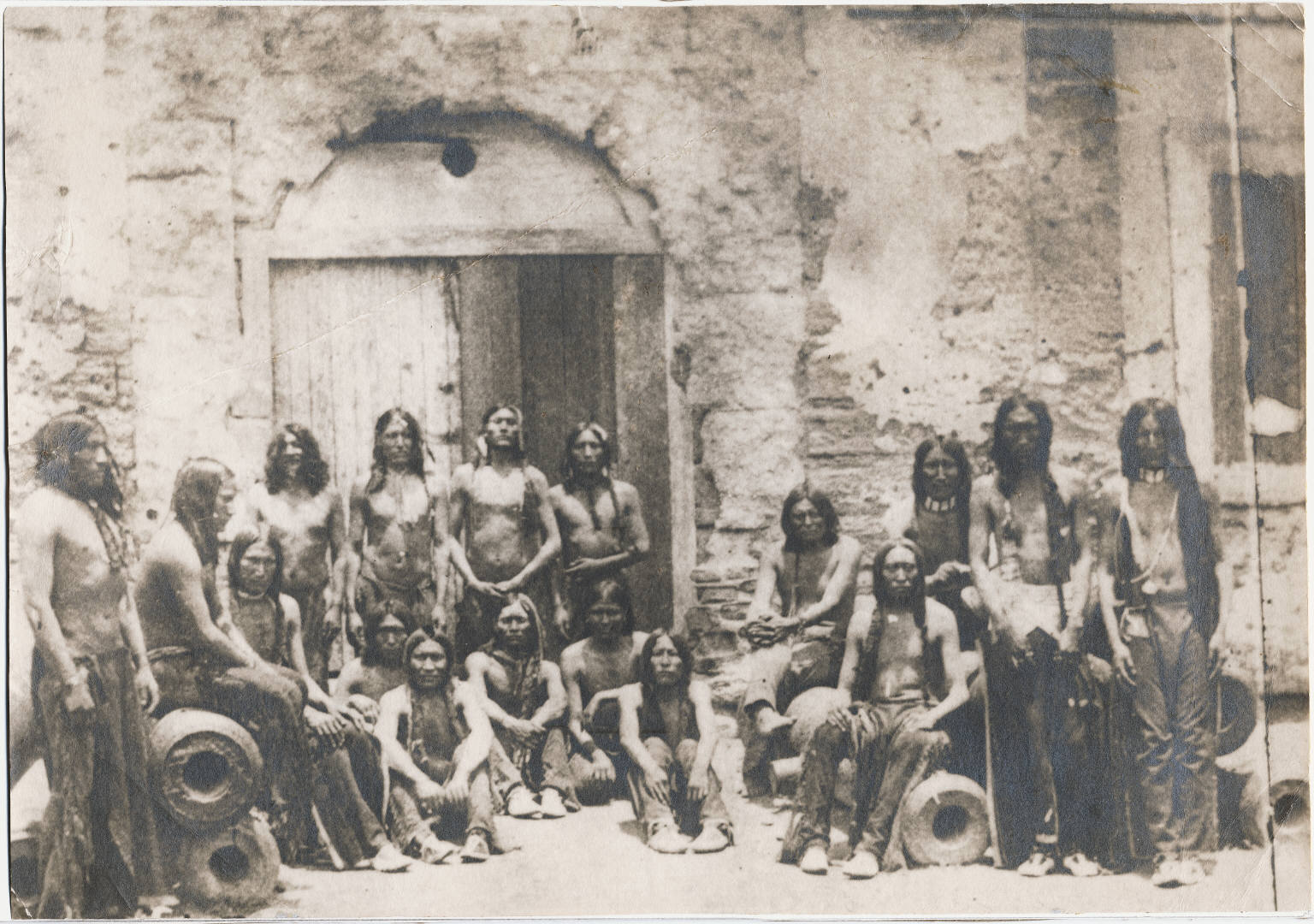
Prisonniers de la guerre de la rivière Rouge, Floride, 1875.

« En cela, bien sûr, nous revenons au lien fatal entre la volonté anglo-américaine de construction rapide d’un État et le génocide. »

### Mahmoud Mamdani
Selon Mahmood Mamdani les sociétés autochtones ne considéraient pas nécessairement le territoire (et non leurs biens personnels comme leur maison) comme une propriété privée, mais plutôt une propriété communale en adéquation avec leur culture collective. L'anthropologue australien Patrick Wolfe affirme que la suppression physique de leurs terres a entraîné la perte de leurs moyens de subsistance, car les terres ont été privatisées et placées hors de portée des peuples autochtones. Certains intellectuels occidentaux comme John Locke ont rationalisé l'appropriation du territoire autochtone en disant que la terre devait appartenir à ceux qui la travaillaient dans la tradition européenne, tandis que les peuples autochtones profitaient du territoire avec des moyens très différents méthodes.

### Noam Chomsky
Noam Chomsky considère le colonialisme comme étant étroitement lié à l’impérialisme et décrit le manque de conscience de soi dans l’histoire américaine :

« Le colonialisme, forme généralement la plus vicieuse de conquête impériale, en fournit des exemples frappants. Les colons anglais d’Amérique du Nord n’avaient aucun doute sur ce qu’ils faisaient. Le héros de la révolution américaine, le général Henry Knox, premier secrétaire à la Guerre des colonies américaines nouvellement libérées, a décrit « l'extirpation totale de tous les Indiens dans les régions les plus peuplées de l'Union » au moyen de « plus plus destructrice pour les Indiens indigènes que la conduite des conquérants du Mexique et du Pérou », ce qui aurait été une « réussite » significative. Au cours de ses dernières années, le président John Quincy Adams a reconnu que le sort de « cette malheureuse race d'Amérindiens, que nous exterminons avec une cruauté si impitoyable et perfide, fait partie des péchés odieux de cette nation, pour lesquels je crois que Dieu le mènera un jour en jugement. » »

Chomsky examina el genocidio dentro de un contexto de colonialismo y dice que no se reconoce el genocidio de los pueblos indígenas en las Américas,:

« Au nord du Rio Grande[Lequel ?], où vivaient autrefois peut-être 10 ou 12 millions d'Amérindiens. En 1900, ils étaient environ 200 000. Dans la région andine et au Mexique, il existait des sociétés indigènes très étendues, dont la plupart n'existent plus. Beaucoup d’entre eux furent complètement tués ou anéantis, d’autres succombèrent aux maladies apportées par les Européens. Il s’agit d’un génocide de masse, bien avant la montée de l’État-nation du XXe siècle. Il s’agit peut-être de l’un des exemples les plus extrêmes, sinon le plus extrême, de l’histoire, mais il est loin d’être le seul. Ce sont des faits que nous ne reconnaissons pas. »

#### Richard Blanc

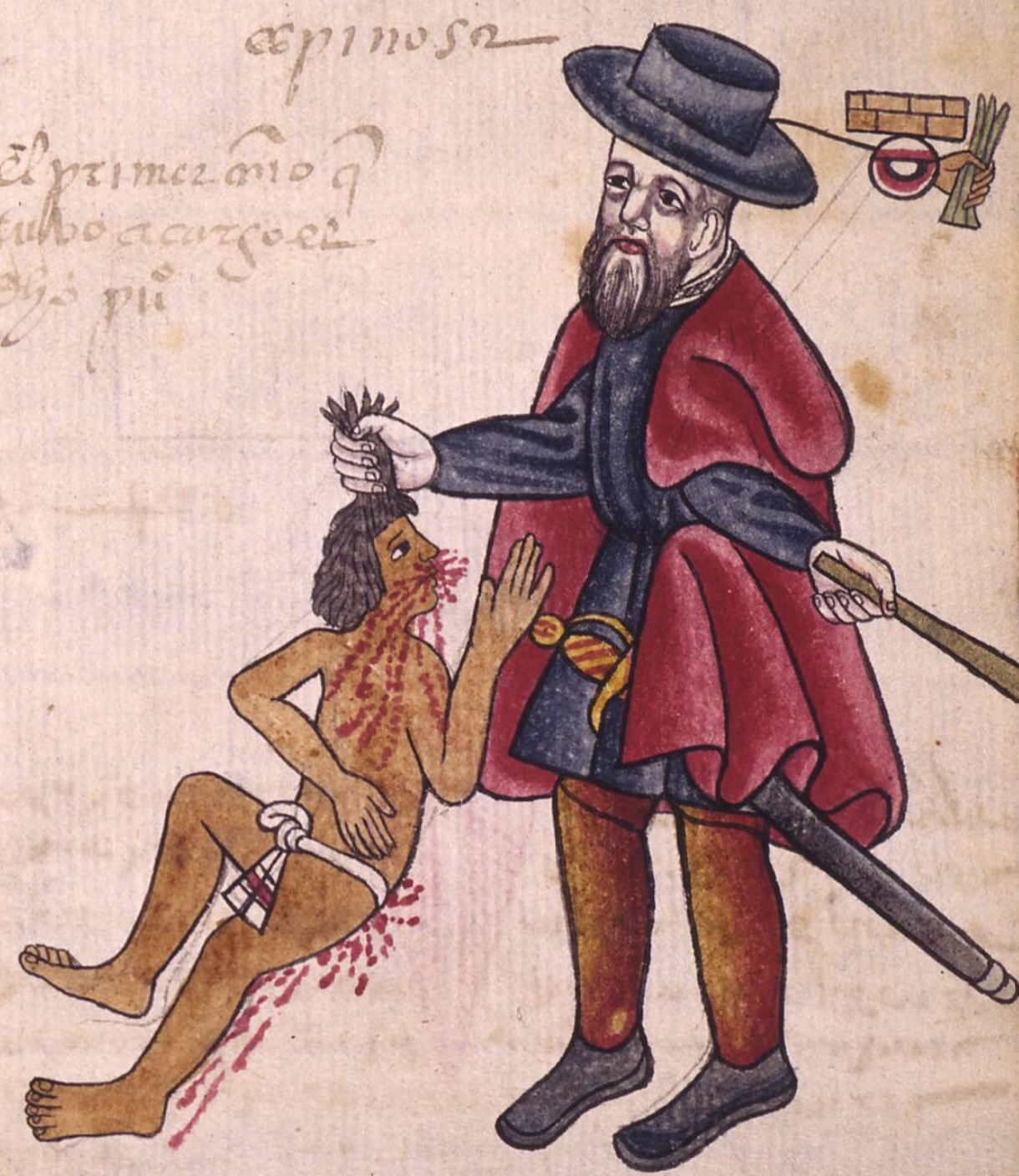
Encomendero et autochtone selon le Codex Tepetlaoztoc.

L'historien et professeur de Stanford, Richard White, affirme que Benjamin Madley estime que les génocides amérindiens nécessitent un rendez-vous unique pour chaque cas, et note:

« Pour définir le génocide, Madley s'appuie sur les critères de la Convention des Nations Unies sur le génocide, qui a servi de base aux procès pour génocide des accusés du Rwanda et de l'ex-Yougoslavie et a été utilisée par la Cour pénale internationale de La Haye. »

### Robert K.Hitchcock
Robert K. Hitchcock a déclaré que même si de nombreux pays ont déclaré leur engagement en faveur des droits des minorités, de nombreux pays ont réprimé leurs propres citoyens :

« La plupart des États, ainsi que les Nations Unies, ont été réticents à critiquer les actions des nations individuelles sous prétexte que cela constituerait une violation de leur souveraineté. Ils ont également eu tendance à accepter les négations gouvernementales du génocide au pied de la lettre. En conséquence, les actions génocidaires se poursuivent. »

### Roxanne Dunbar-Ortiz
Roxanne Dunbar-Ortiz, historienne américaine, professeur à la California State University, décrit le colonialisme:

« Le colonialisme est intrinsèquement génocidaire au sens de la convention sur le génocide. Dans le cas des colonies britanniques d’Amérique du Nord et des États-Unis, non seulement l’extermination et le déplacement, mais aussi la disparition de l’existence antérieure des peuples autochtones ont été pratiqués, et cela continue de se perpétuer dans les histoires locales. »

### Samuel Totten
L'historien Samuel Totten a déclaré ce qui suit dans son ouvrage historiographique :

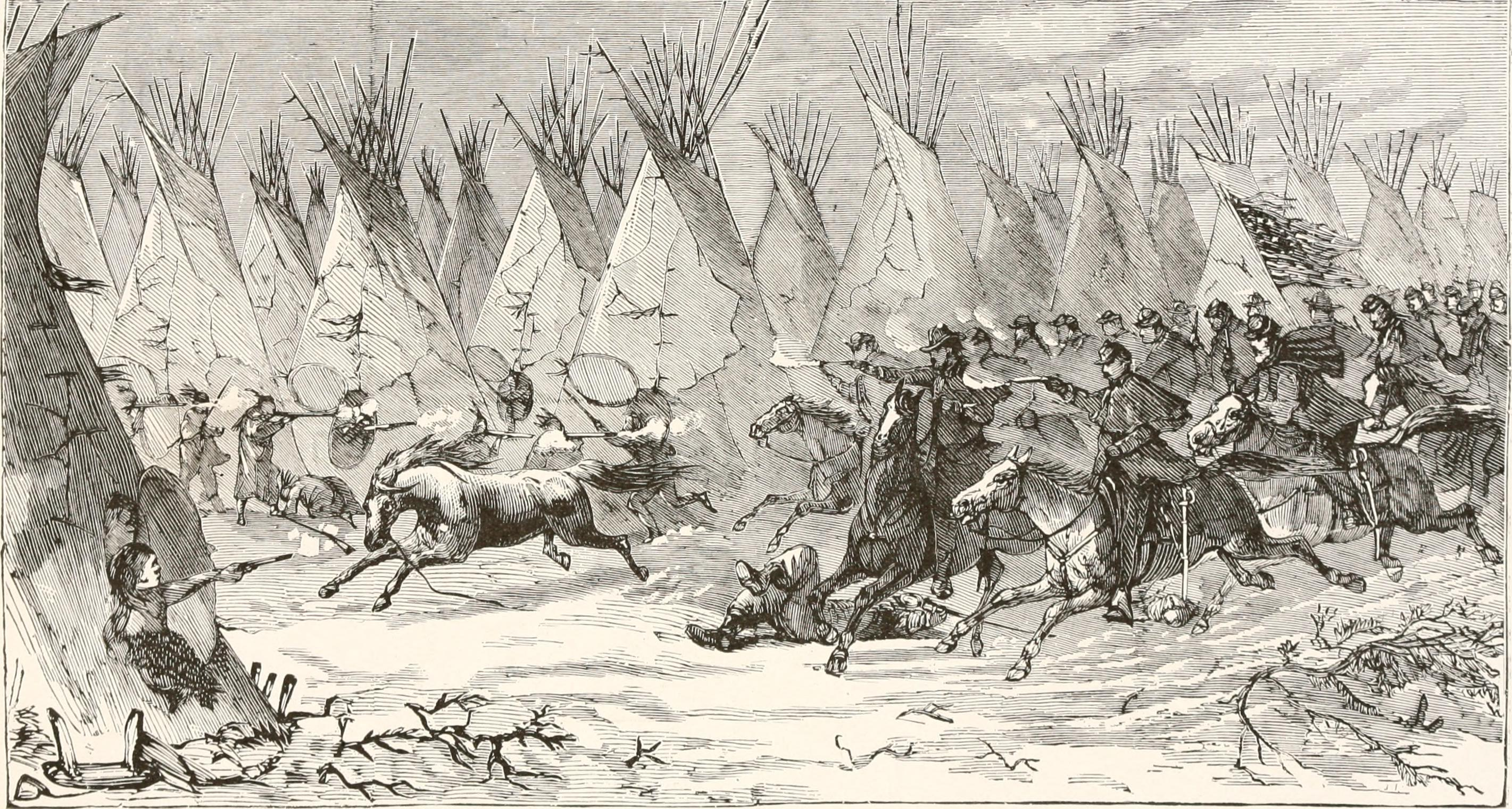
Cavalerie de l'armée américaine attaquant une population Cheyenne (1868).

« ... Ce n'est qu'à la fin du XXe siècle que le génocide des peuples autochtones a commencé à devenir un problème important pour les militants des droits de l'homme, les organisations non gouvernementales, les institutions financières et de développement internationales, telles que les Nations Unies et la Banque mondiale. Banque, et organisations autochtones et autres organisations communautaires... »

### Stephen Howe
Stephen Howe, professeur d'histoire et de cultures du colonialisme à l'Université de Bristol, au Royaume-Uni, relie le colonialisme au génocide, car ils sont liés dans les faits :

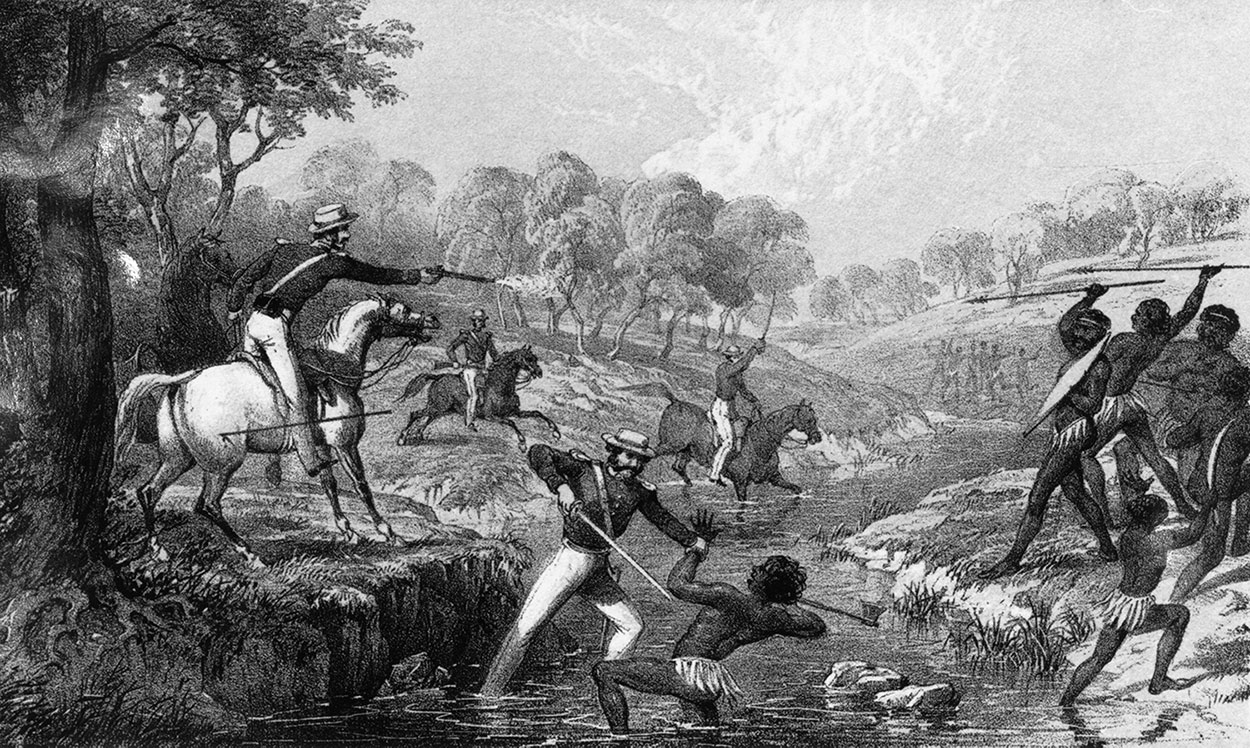
Peinture du massacre de Waterloo Creek par la police montée australienne.

« La pertinence cruciale de ce point pour les débats sur la violence coloniale réside dans l’argument avancé ces dernières années dans de nombreux contextes différents et avec une force sans précédent, selon lequel le colonialisme est intrinsèquement lié à des phénomènes extrêmes, généralisés, structurels et même génocidaires. La Grande-Bretagne (et, avant la formation d'un Royaume-Uni ou d'une identité britannique composite, l'Angleterre) a fondé des colonies de peuplement « explosives » de plus en plus prospères que tout autre empire. Il y a donc probablement plus de cas présumés ou possibles de génocide antérieurs au 20e siècle se produisant dans le monde britannique que partout ailleurs en dehors... Pour l'Amérique du Nord britannique et l'Australasie, cependant, le cas de nombreux épisodes de génocide, même selon des définitions étroites, car il y a eu des meurtres délibérés à grande échelle perpétrés à plusieurs reprises, me semble très solide. »

### Ward Churchill
Ward Churchill soutient que les populations autochtones des Amériques ont fait l'objet d'une campagne systématique d'extermination de la part du colonialisme européen. Pour Churchill, la plus grande série de génocides jamais perpétrés dans l'histoire - en termes d'ampleur et de durée - s'est produite dans les Amériques.
Churchill discute des politiques américaines telles que l’ Indian Removal Act et de l’assimilation forcée des enfants indiens dans les internats amérindiens. Les États-Unis ont ratifié la Convention sur le génocide quarante ans plus tard, jusqu'en 1986, et l'ont fait avec des réserves et des conditions. Churchill a qualifié la doctrine du destin manifeste d'idéologie utilisée pour justifier la dépossession et le génocide contre les Amérindiens, et l'a comparée à l'idéologie Lebensraum de l'Allemagne nazie.

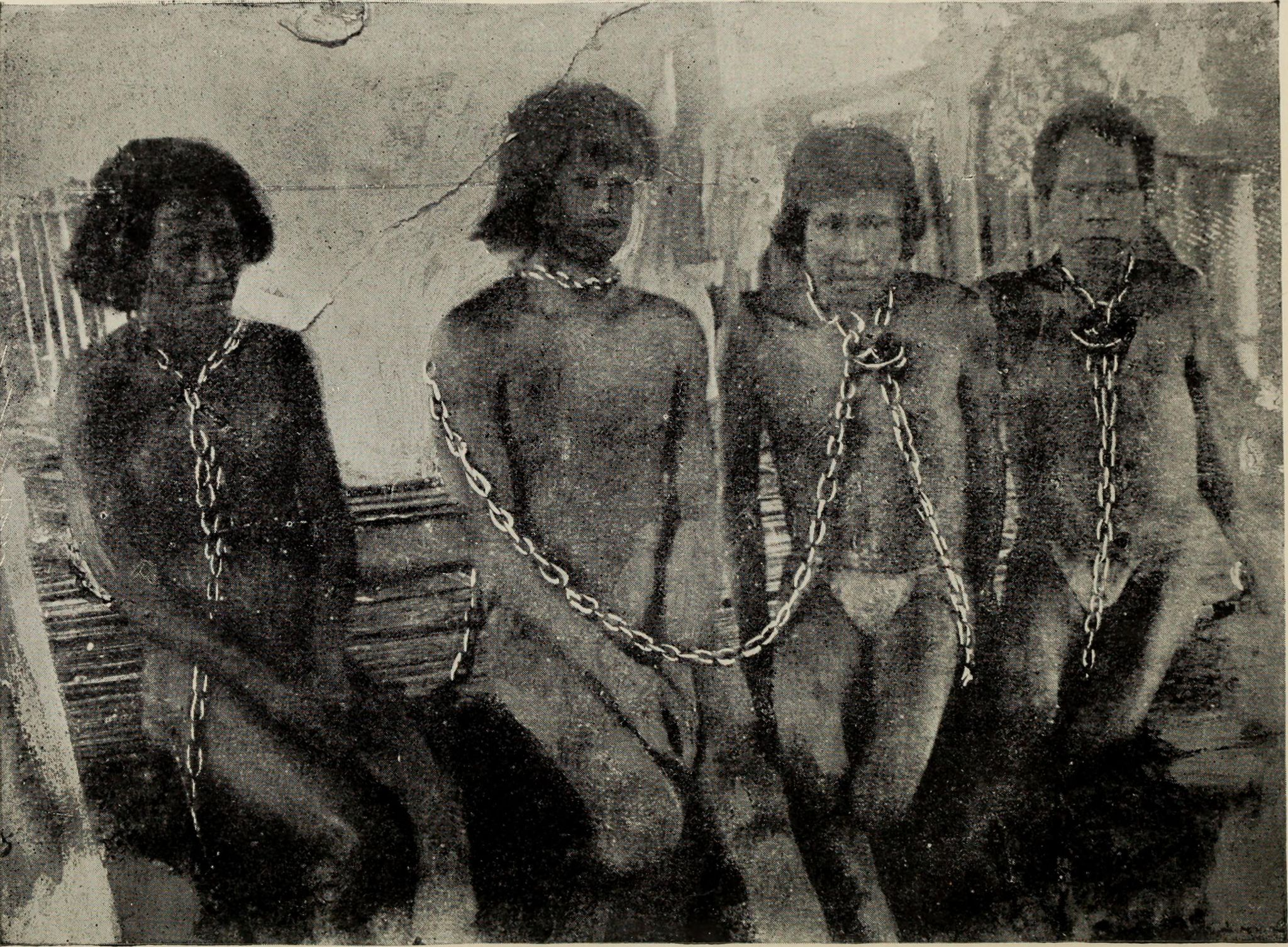
Esclaves dans le contexte du génocide Putumayo de la population indigène d'Amazonie aux mains de la Compagnie amazonienne péruvienne.1912.

### Walter L.Hixson
L'historien Walter L.Hixson affirme que les sociétés issues du colonialisme de peuplement comme les États-Unis et l’Australie nient et déforment l’histoire de la dépossession des peuples autochtones.

### William B.Maltby
Le colonialisme espagnol a été critiqué par les puissances européennes rivales dans les travaux de Spanish Black Legend. Certains historiens ont souligné que les abus envers les peuples autochtones ont été pratiqués par toutes les puissances européennes qui ont colonisé les Amériques, y compris la France, qui a également conclu de nombreuses alliances avec les peuples autochtones pour rivaliser avec l'Empire britannique. L’évaluation historiographique de l’impact du colonialisme et de la colonisation de l’Europe occidentale continue d’évoluer. Selon William B.Maltby au moins trois générations d'érudits ont produit une appréciation plus équilibrée de la conduite espagnole dans l'Ancien et le Nouveau Monde, tandis que les tristes résultats d'autres puissances impériales ont reçu une évaluation plus objective.

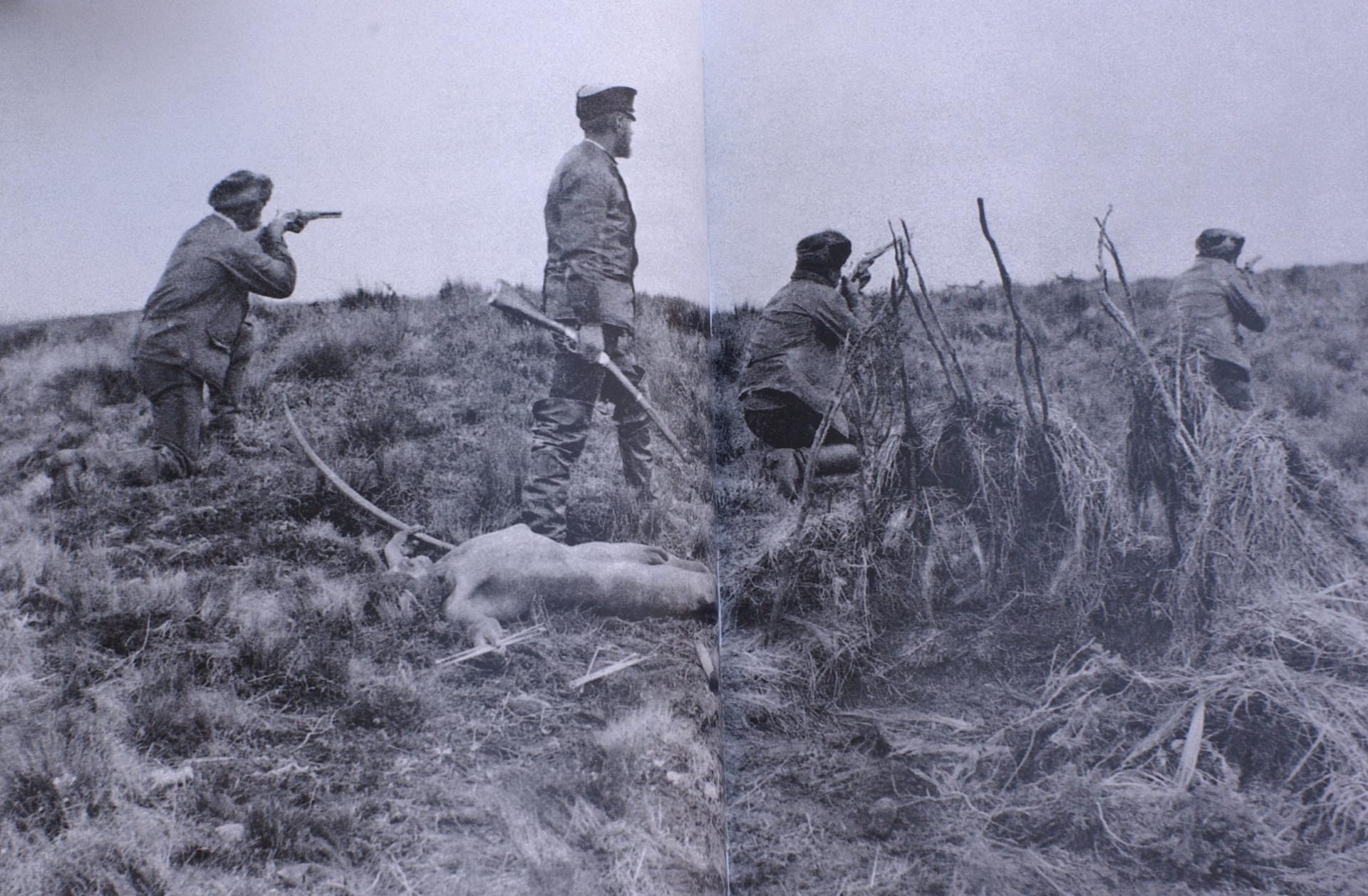
Julius Popper et le génocide de Selk'nam, 1886.

## Manifestations

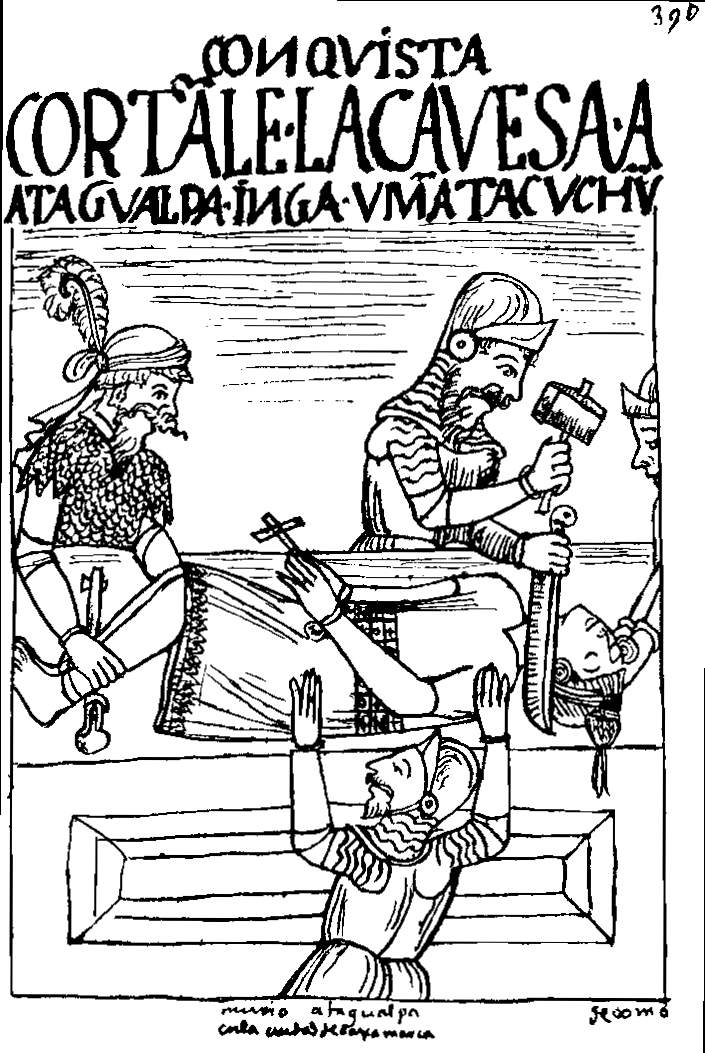
Dessin de Felipe Guamán Poma de Ayala représentant l'exécution d'Atahualpa.

En 1973, l'acteur Marlon Brando refuse l'Oscar du meilleur acteur pour protester contre la représentation des Amérindiens dans le cinéma.
En 2023, les dirigeants autochtones d'Antigua-et-Barbuda, d'Australie, des Bahamas, de Belize, du Canada, de Grenade, de la Jamaïque, de Nouvelle-Zélande, de Papouasie-Nouvelle-Guinée, de Saint-Kitts-et-Nevis, de Sainte-Lucie et de Saint-Vincent-et-les Grenadines ont publié une lettre de déclaration ouverte.La lettre signée demande au roi Charles III de reconnaître les horribles impacts de la colonisation lors de son couronnement.

## En opposition

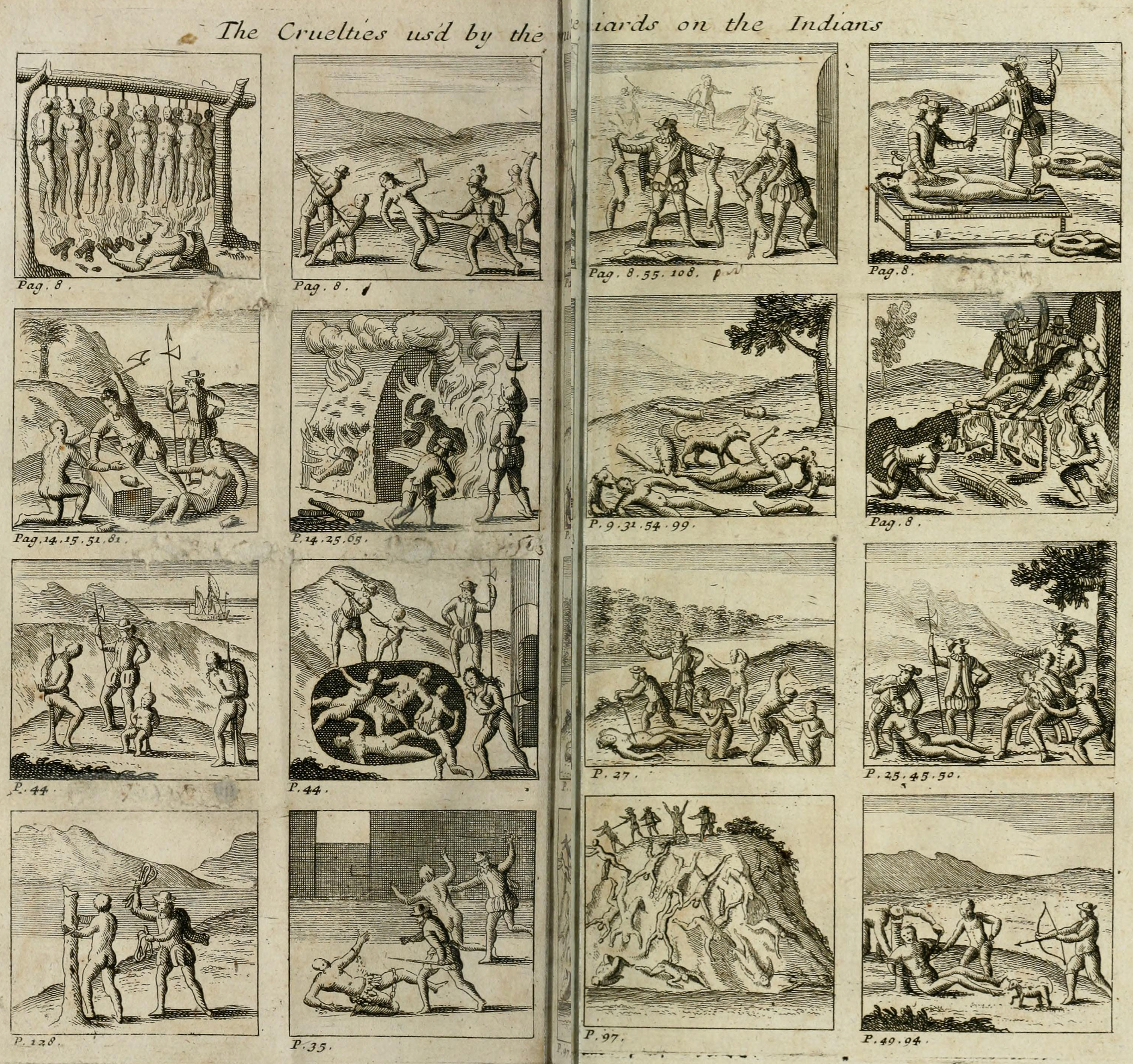
Cruautés espagnoles par Bartolomé de las Casas.

Selon Benjamin Madley, un certain nombre d'historiens ne considèrent pas que le génocide des peuples autochtones ait eu lieu en Amérique du Nord, notamment James Axtell, Robert Utley, William Rubinstein, Guenter Lewy et Gary Anderson, même si certains appellent à des atrocités.nom comme nettoyage ethnique ou ethnocide,. Stephen T.Katz a soutenu que l'Holocauste est le seul génocide ayant eu lieu dans l'histoire,.

## La prévention
Le déni des crimes odieux peut être réduit grâce au travail historique, à la collecte de preuves et de connaissances, au développement des dossiers, à la formation de commissions d'enquête, à la recherche des personnes disparues, aux commémorations historiques, aux excuses publiques officielles, au développement des commissions de vérité, programmes éducatifs, monuments publics et musées historiques. Selon Johnathan Sisson, la société a le droit de connaître la vérité sur les faits et événements historiques, ainsi que sur les circonstances qui ont donné lieu à des violations massives ou systématiques des droits de l'homme. Il dit que l’État a l’obligation de sécuriser les dossiers et autres preuves pour éviter le déni historique,.
Benjamin Madley a étudié deux cas de génocide (Pequot et Yuki) en analysant quatre éléments: les déclarations officielles ou étatiques d'intention génocidaire, la présence de massacres, les récompenses de parties de corps parrainées par l'État (récompenses officiellement payées pour les scalps) et les décès massifs.sous la garde du gouvernement. Madley suggère que la répartition détaillée des études sur le génocide par groupe individuel pourrait constituer une nouvelle direction de recherche et lutter contre son déni.

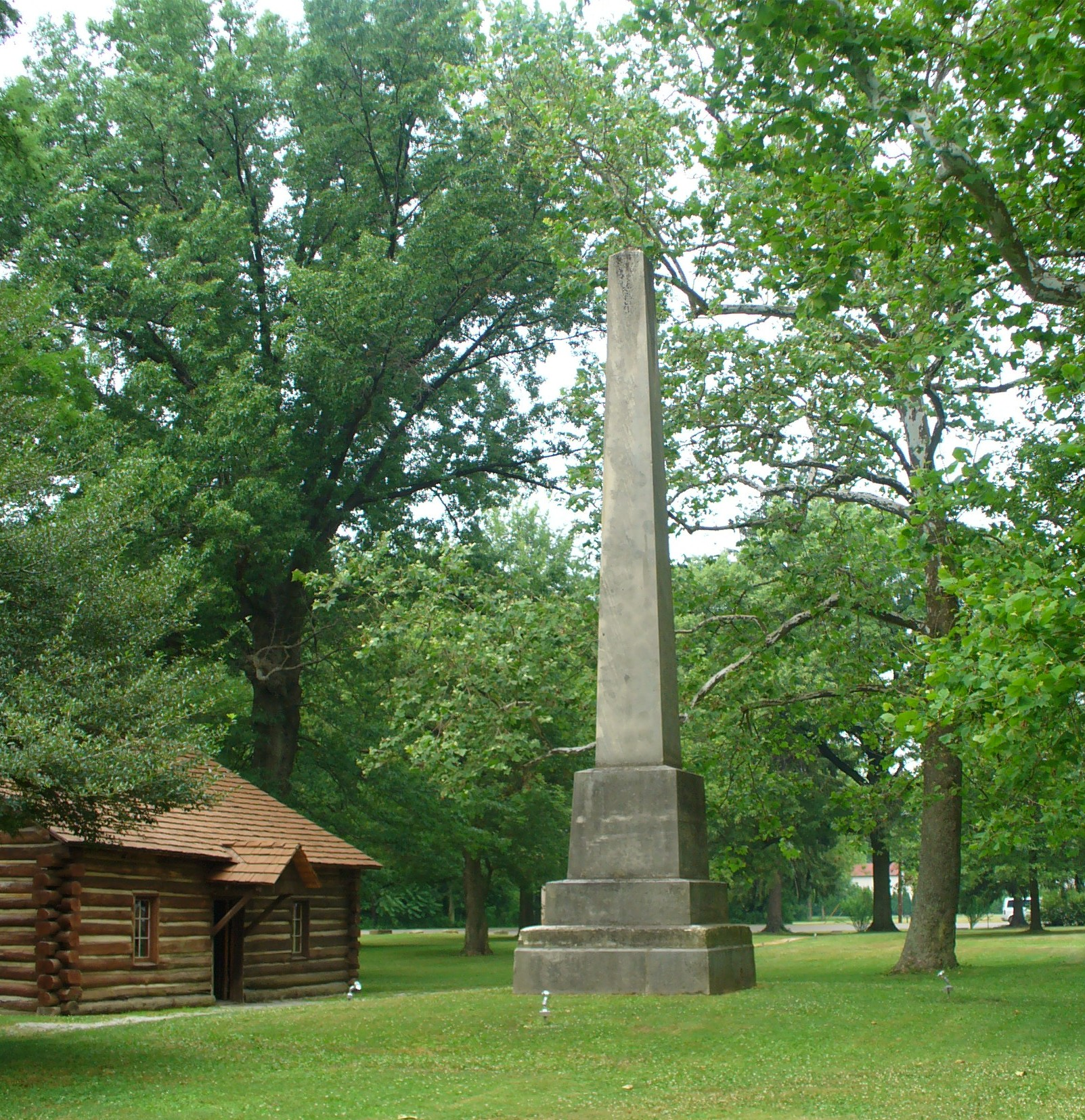
Monument au massacre de Gnadenhutten, à Gnadehutten, Ohio, États-Unis.

## Voir également
- Commission vérité
- Génocide des peuples autochtones
- Guerres d'histoire
- Le déni historique
- Le révisionnisme historique
- Résistance autochtone au colonialisme

## Bibliographie

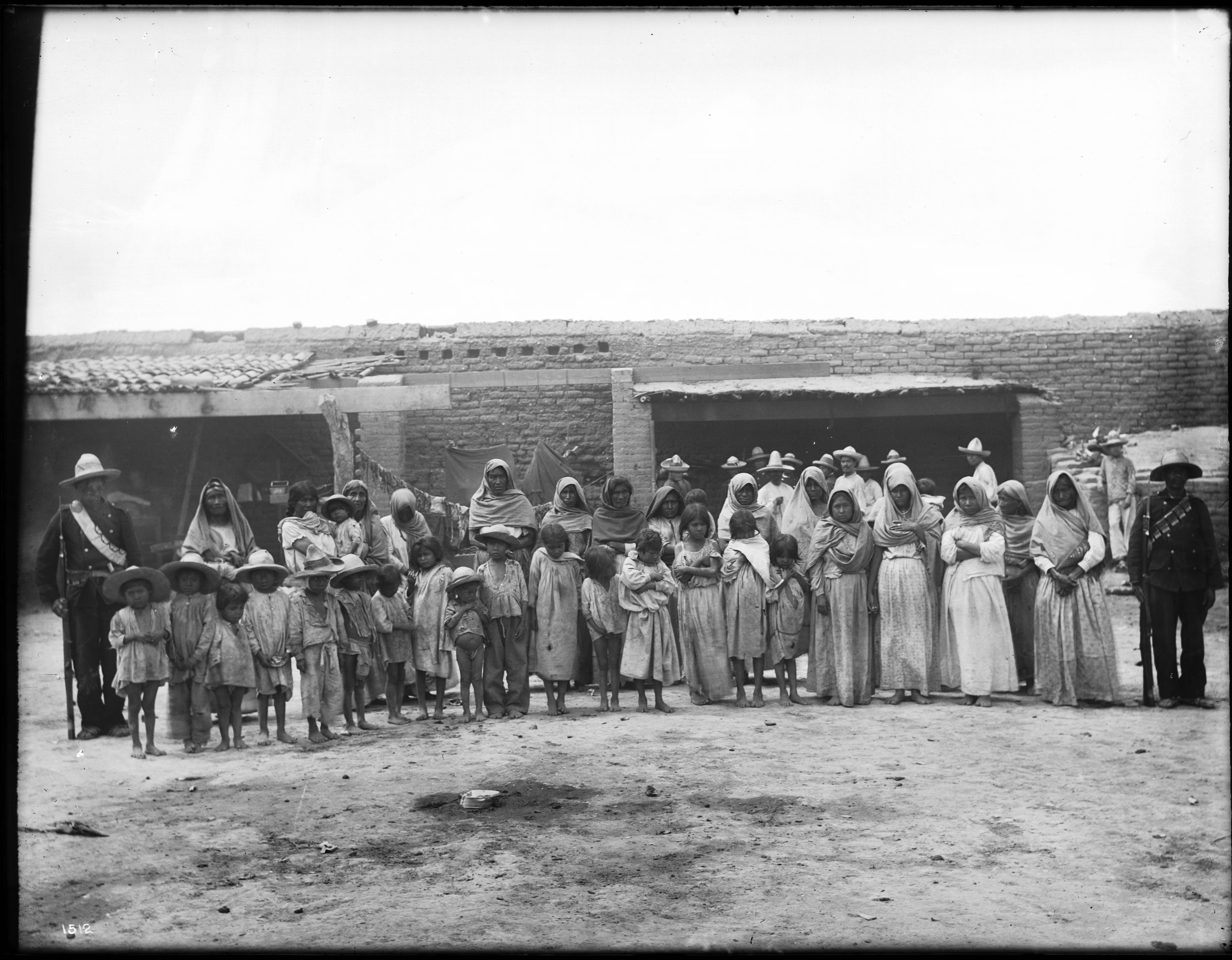
Un groupe de plus de 30 femmes et enfants autochtones Yaqui prisonniers en détention, Guaymas, Mexique, vers 1910.